# 日產March
日產March（日語：日産・マーチ）是由日本日產汽車自1982年起生產銷售的小型掀背車。臺灣裕隆汽車正式翻譯為進行曲，臺灣消費者習慣以「馬曲」、「罵取」以及「麻糬」稱之，在中國大陸的正式翻譯則為瑪馳。

## 概要
此款車在日本市場的對手有、豐田Yaris等車款，印度和印尼以外的亞洲國家皆稱為March；而剩下的地區則叫做Micra。第二代K11型在臺灣自1993年由裕隆汽車推出以來，藉由變換車色外觀、內裝鋪陳等，並搭配合宜的行銷策略，產品生命週期竟能延續長達14年，被臺灣汽車雜誌戲稱為「車壇老妖精」。
關於車名「March」的由來，在英文裡含有進行曲及前進之意思。不過，英國有一家著名的F1賽車工廠March機械公司（March Engineering）；為避免商標爭議，在歐洲市場改採「Micra」作為車名，這是英文「micron」（微米）的複數形。

## 歷史

### 第一代：K10型（1982年-1992年）
1981年10月舉辦的第24屆東京車展上，日產推出一款名為「NX-018」的概念車。後來經過長達一年的企劃，決定以經過公開甄選的「March」為車名於1982年10月正式上市銷售。該款車的開發設計乃由東京都杉並區荻窪的荻窪事業所（也就是前王子汽車的研發中心）負責，開發主導者為王子汽車出身的伊藤修令。在長達10年的產品生命週期裡，雖然起初的配備極為簡單，但發展至第二代大改款前也配有電動窗（日規FV級）。
剛開始的動力來源為987c.c.直列四缸SOHC MA10S型引擎，搭配電子化油器。等級區分成E（基本型）、L（添加一些年輕家庭需要的配備）、S（性能、內裝再升級）、G（豪華型）等四級，皆為三門掀背車型。後來自K10車型衍生出來的計有：
- 日產March Turbo：搭載987c.c.直列四缸SOHC MA10ET型引擎。
- 日產March R：高性能競技版，搭載930c.c.直列四缸SOHC MA09ERT型引擎。
- 日產March Super Turbo：高性能市售版，搭載930c.c.直列四缸SOHC MA09ERT型引擎。

在日本海外市場另有一款搭載1,235c.c.直列四缸SOHC MA12S型引擎的Micra Super，最大馬力輸出60hp/5,600rpm、最大扭力峰值94.0N·m/3,600rpm，採五門掀背車設定。
更甚者，日產汽車利用第一代K10車型的底盤、引擎等創造出「尖端汽車」的分野。這些帶有復古懷舊趣味的特殊車型在中古車市場之價格甚至是新車價的二倍，因而被稱作「投資保值車輛」（日語：財テクカー）。
- 日產Be-1：原廠開發代號BK10型，搭載1.0L直列四缸SOHC MA10S型引擎。
- 日產Pao：原廠開發代號PK10型，搭載1.0L直列四缸SOHC MA10S型引擎。
- 日產費加羅：原廠開發代號FK10型，搭載1.0L直列四缸SOHC渦輪增壓MA10ET型引擎。
- 日產S-Cargo：原廠開發代號R-G20型，搭載1.5L直列四缸SOHC E15S型引擎，此款車為特殊造型之商用車。

此外，日產麾下負責高性能車輛開發的NISMO還出產一輛名為「NSJ-91」，屬於Saurus Jr.（日語：ザウルスジュニア）級別之賽車，搭載1.0L直列四缸SOHC MA10S型與MA10E型二種引擎。

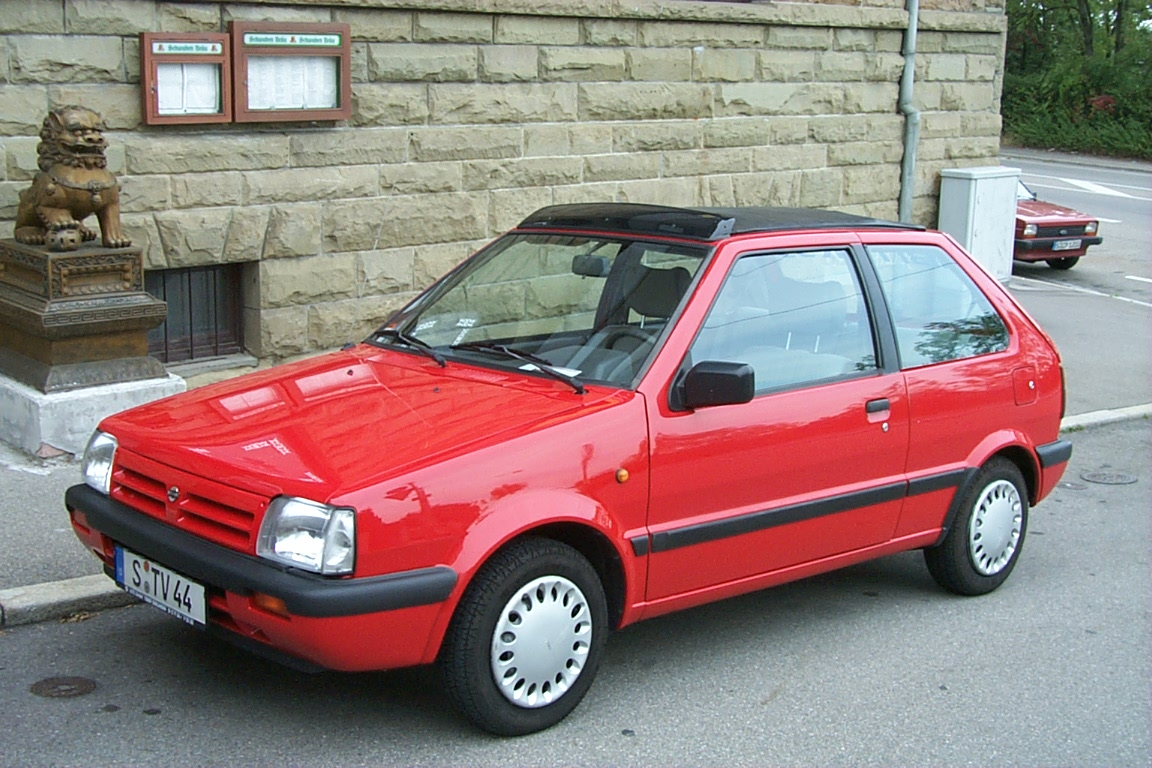
歐規中期型
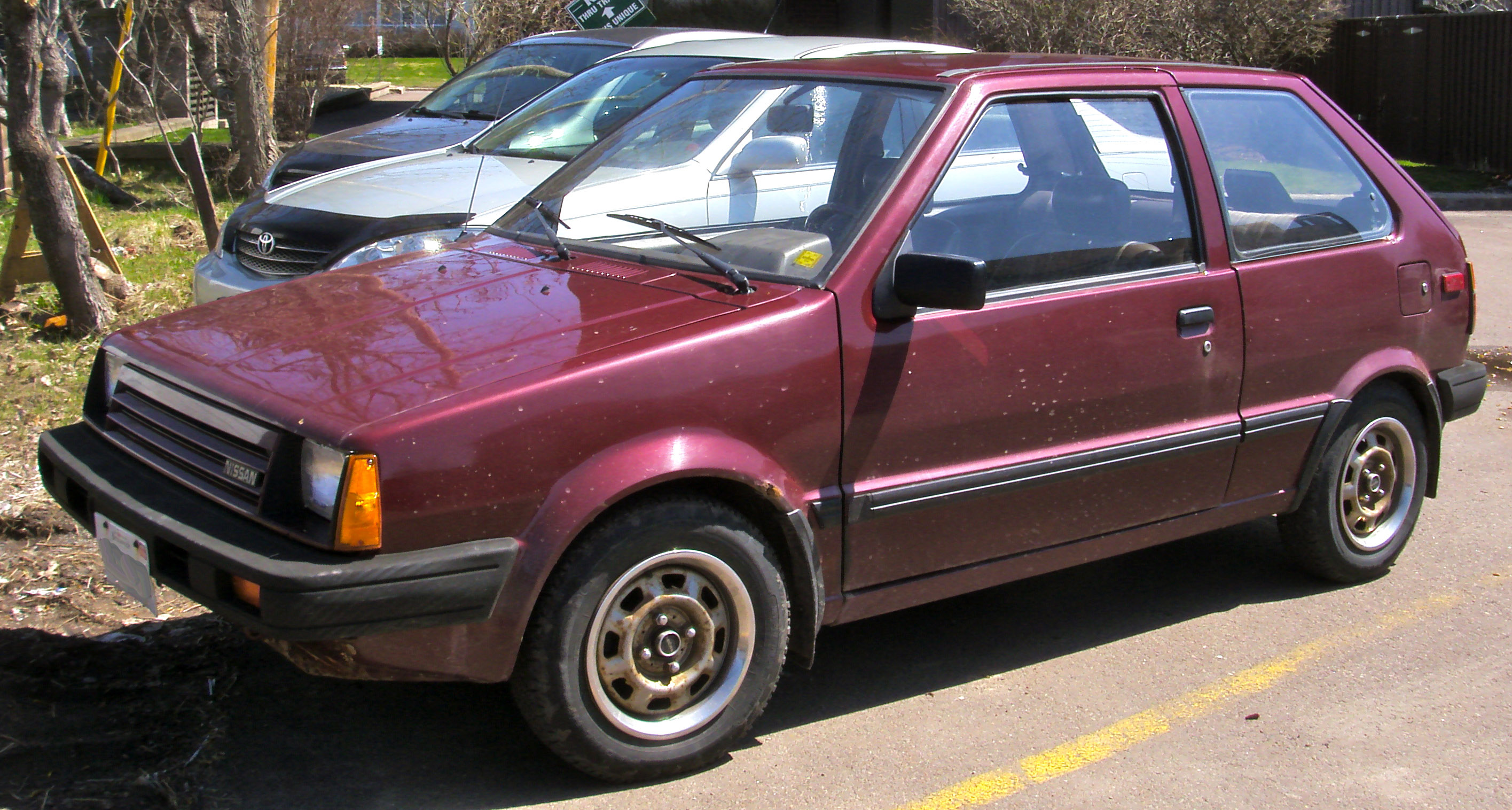
美規車頭
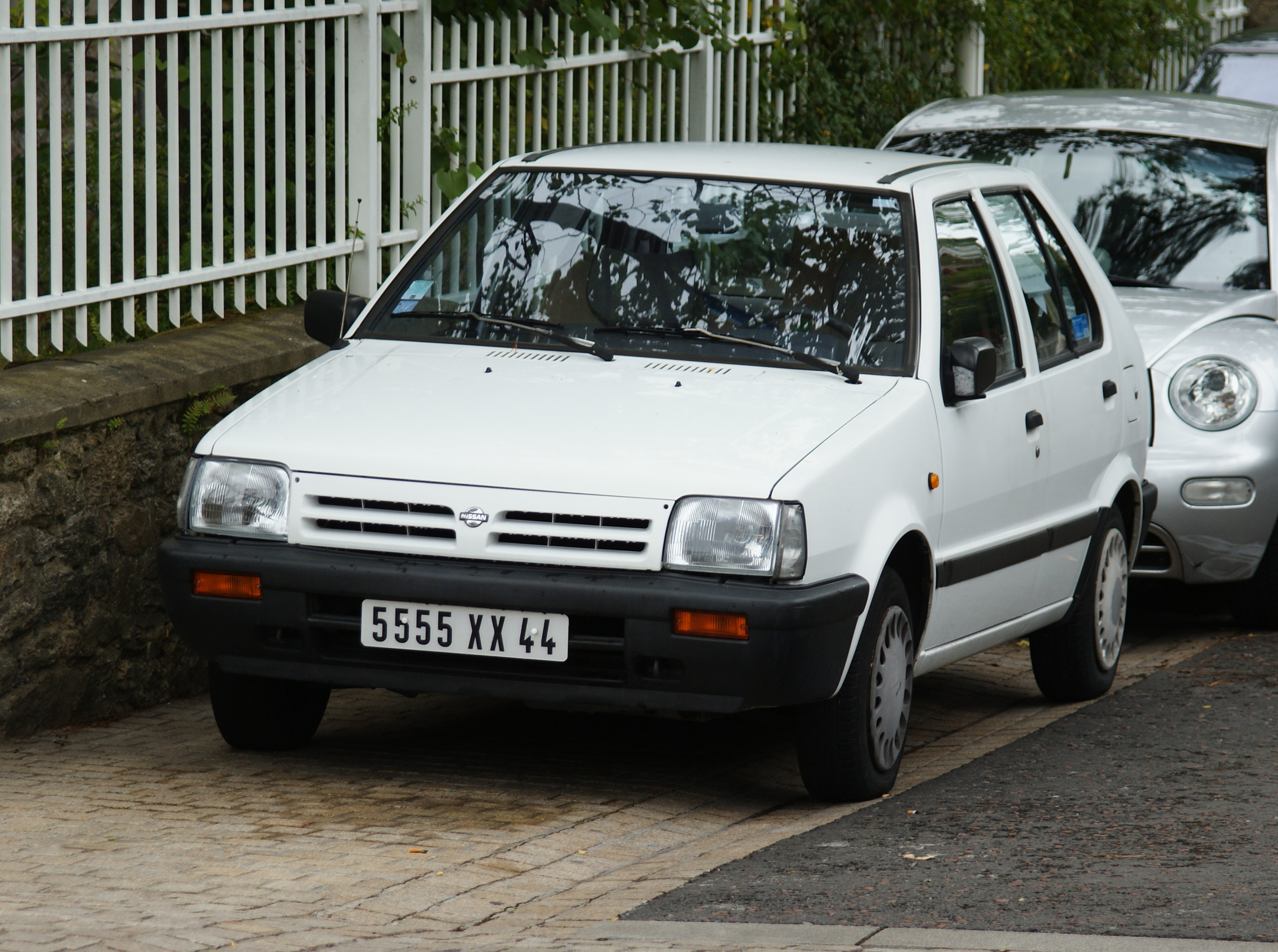
歐規後期型
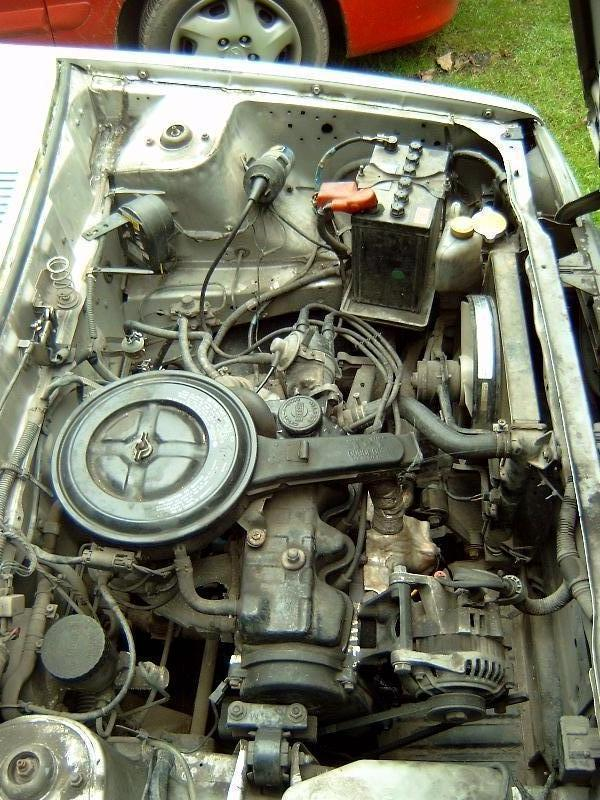
MA10S型引擎特寫

### 第二代：K11型（1992年-2002年）
1992年元月進行大改款。當時日產汽車的厚木NTC（「Nissan Technical Center」之略稱）內裝設計中心與日本Unisys公司合作開發出一套電腦輔助設計「STYLO」（日語：スタイロ），遂利用此套系統設計第二代的外觀。基本車身設計依舊延續第一代的三門與五門掀背式造型，直到後期出現旅行車型的March BOX（原廠代號WK11型）與敞篷車型的March Cabriolet（原廠代號FHK11型）。
動力來源計有1.0L直列四缸SOHC CG10DE型引擎和1.3L直列四缸DOHC CG13DE型引擎兩種，搭配五速手排或四速自排變速系統。另外1.3L車款亦可選購由速霸陸汽車供應的ECVT（Electro Continuously Variable Transmission之縮寫）無段變速系統，這是日產汽車首部搭載無段變速系統的車型。
在日本當地市場，K11車型稍作外觀或內裝的變化後曾推出不少特別仕樣車：
- 1996年6月：Tango，除了將水箱罩造型改成「口」字形外，在前後保桿、水箱罩與後視鏡外殼裝飾了大量鍍鉻零件，企圖營造出復古風情。內裝走運動風，而輪胎尺寸也被加寬成175/60R13。
- 1997年8月：Cabriolet，四人座敞篷車，僅在日本本地市場銷售，車色塗裝有綠、銀、紅三種。配備電動軟頂篷，關閉時間約7秒，收納位置在後車廂後半部。因此行李從後座放置進去，並附安全鎖。

- 1997年10月：Bolero，附鍍鉻外殼的水箱罩造型被延長至前下巴，內裝方面則有木質方向盤、白色絨布座椅等。
- 1997年12月：Juke，其車名來自於「jukebox音樂鐘」。在黑色的車身中，引擎蓋、車頂及輪圈卻是反差極大的紅色，日產汽車稱此為1960年代的英國風。
- 1998年11月：Rumba，除了附鍍鉻外框的圓形頭燈外，直向排列方式的圓形煞車燈與方向燈，以及鍍鉻外殼的後視鏡等地方皆顯示其懷舊風潮。
- 1999年11月：BOX，延長車尾變成旅行車型，詳情參見日產March BOX。
- 2000年12月：Polka，外觀也是採懷舊復古風格，內裝使用彩色方格圖案花樣的座椅。

1998年小改款，包括增加霧燈，變更進氣壩之外型並加上鍍鉻外框，同時頭燈與尾燈設計也有改變。在歐洲市場，更追加一具由法國標緻雪鐵龍集團供應的1.5L直列四缸DOHC TUD5型柴油引擎，最大馬力42kW / 5,000rpm，最大扭力95Nm / 2,250rpm。2000年再度小改款，內裝重新設計過，至於機械結構沒有什麼變更，外觀上只有葉子板上的方向燈改成橘色。
2001年5月，日產汽車嘗試與日常生活用品零售商無印良品異業結盟，推出一款強調簡單樸素的MUJI Car 1000，限量1千輛。
第二代March K11車型在1997年度歐盟新車安全評鑑協會總分五顆星的撞擊測試中僅獲得二顆星的評價，其中駕駛者的大腿、小腿與腳掌等部位之防護評價全盤皆墨。

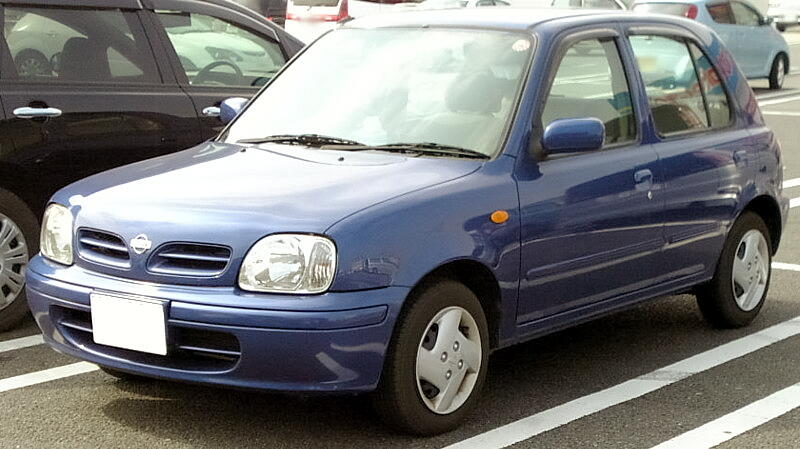
日規March Cabriolet敞篷車型
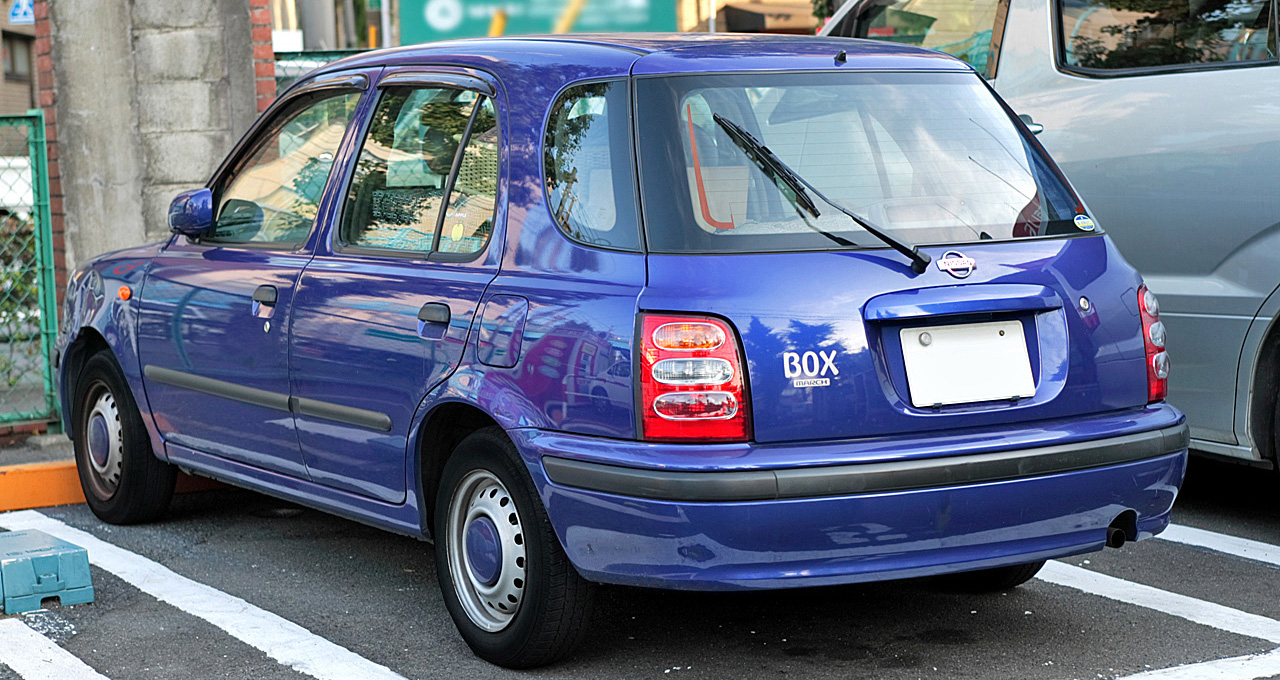
日規March BOX旅行車型
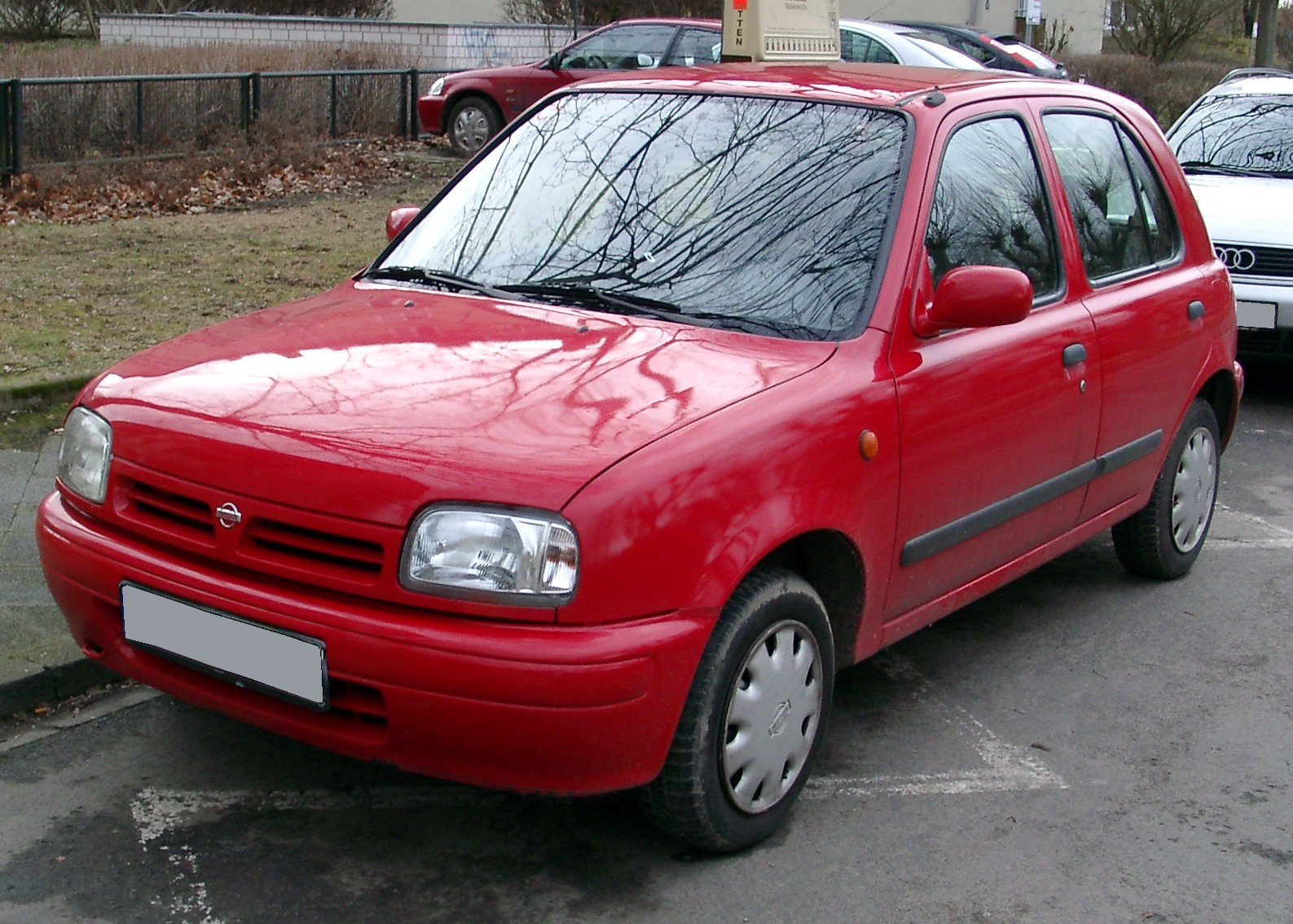
歐規前期型車頭
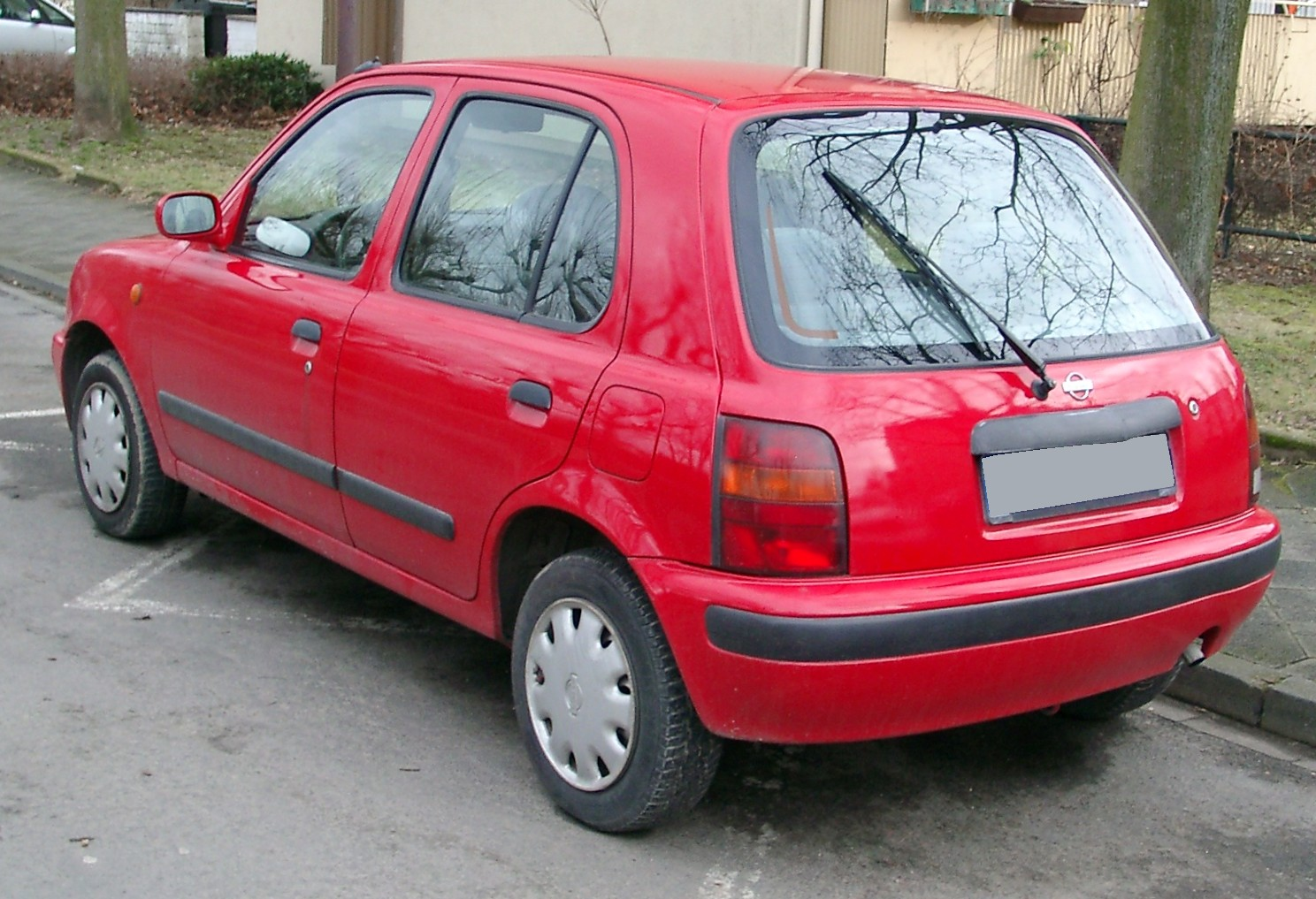
歐規前期型車尾
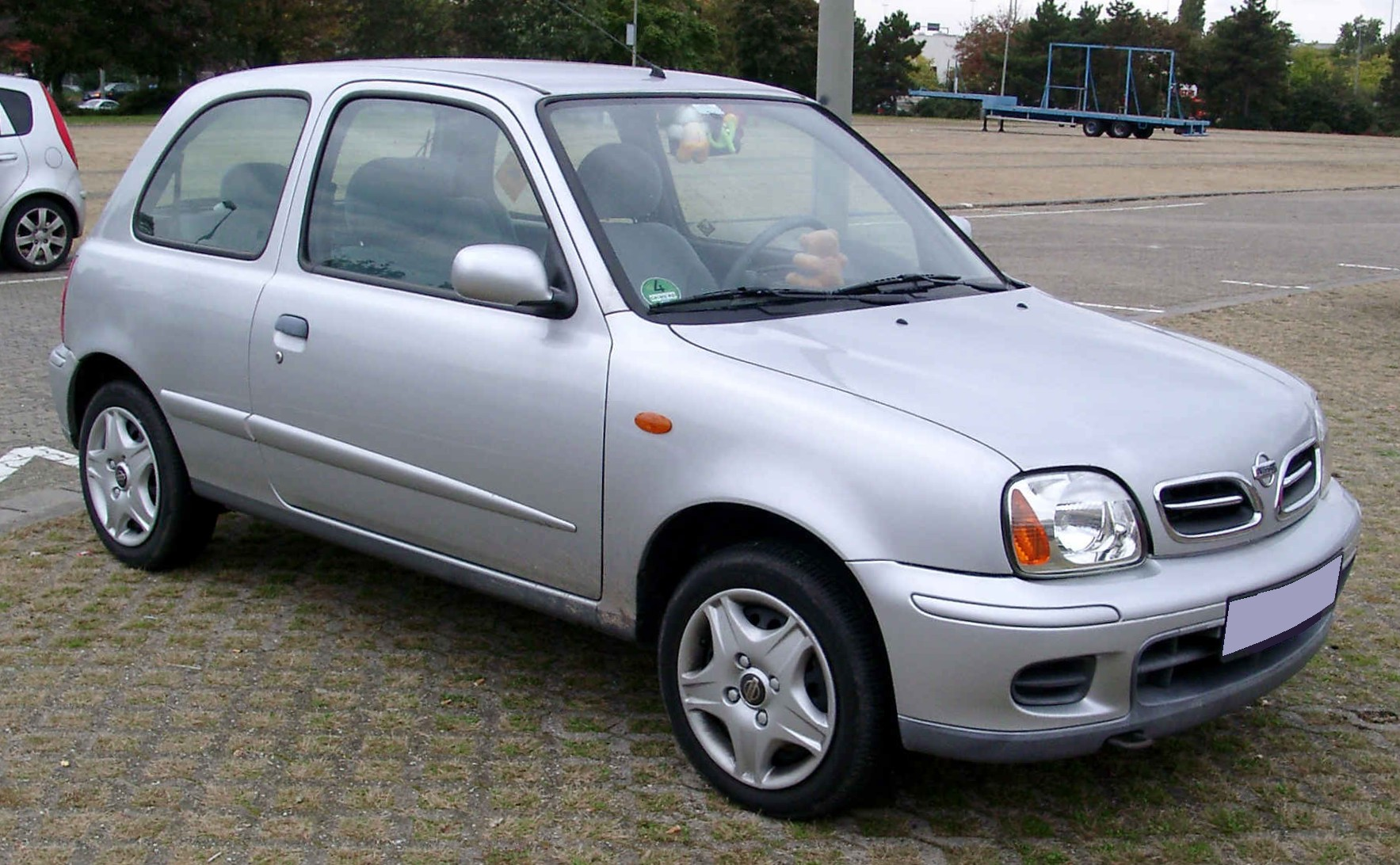
歐規中期型三門款車頭
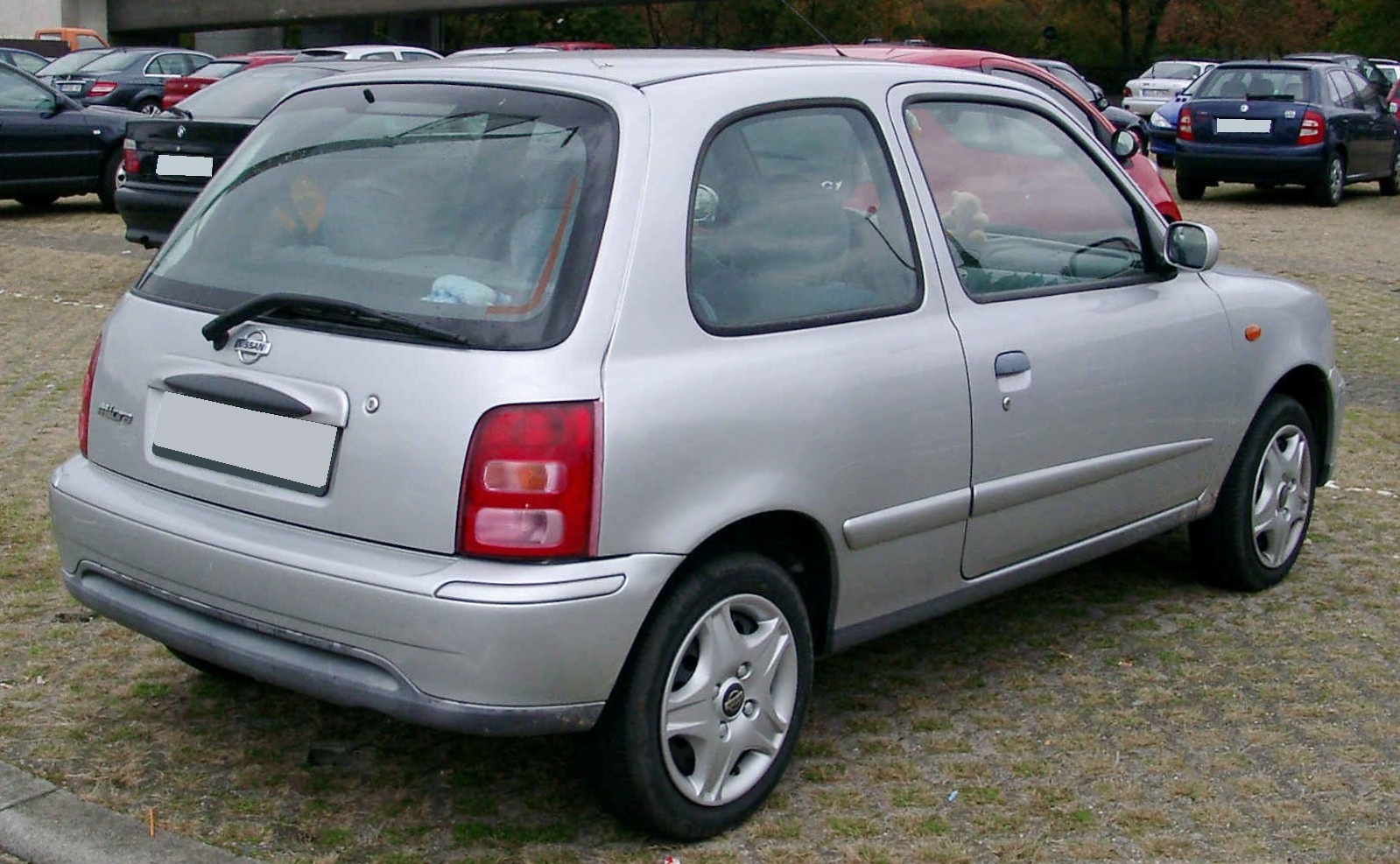
歐規中期型三門款車尾

#### 獲獎紀錄
- 1992年10月：日本通商産業省優良設計獎。
- 1992年11月：日本年度風雲車獎。
- 1992年11月：日本RJC年度風雲車獎。
- 1992年11月：1993年度歐洲年度風雲車獎（首部日本車獲得此獎項）。

#### 臺灣裕隆March K11型
1993年6月臺灣裕隆汽車將K11型March國產化上市，圓滾滾的可愛造型配合廣告人孫大偉發想的「March不只是March」的廣告標語，上市前兩個月內成功擠下同級車冠軍第一代福特嘉年華。但畢竟基於安全理由，當時臺灣消費者偏愛有屁股的三廂式轎車，於是裕隆在1994年3月推出四門三廂車型。1997年推出「天空March」特別仕樣車，這是臺灣第一部配有全景式電動軟篷天窗的國產車，廣告歌曲還特別搭配王菲的《天空》。
不過，N-CVT無段變速系統來到臺灣卻發生了水土不服的情況，主因出於電磁離合器。N-CVT的電磁離合器利用鐵粉的磁化作用來控制變速的連續性，可是受到臺灣潮溼高溫的氣候影響，鐵粉容易結塊，造成電磁離合器故障。此外，臺灣都會區的交通狀況多半促使駕駛人習慣急踩油門、急踩煞車，容易加快變速箱鋼帶的磨損。於是裕隆汽車在1999年March小改款時，全面將N-CVT變速箱改成四速自排，以徹底解決這個問題。小改款時一併變更車頭大燈、尾燈、前保桿、鋁合金輪圈之樣式，進氣壩也改成蜂巢狀。
同年12月11日裕隆汽車與日本三麗鷗公司合作，推出「Hello Kitty March」，車門貼有Hello Kitty，內裝也換上其專屬配件，並限量999輛發售。這個行銷策略獲得成功的迴響，也激勵該公司利用類似的包裝手法延續K11車型在臺灣市場的產品生命周期。雖然日本及其他市場在2002年推出大改款的第三代K12車型，裕隆汽車仍藉由這種方式刺激銷售。尤其選購小型車的消費者通常是女性或初踏入社會的年輕人，強調「不同的車色或內裝代表鮮明自我的個性」才能引起他們的共鳴。此外，還設計了一套讓初入社會的消費者負擔得起的汽車貸款方案，甚至讓車主刷信用卡支付頭期款，目的都是為了刺激銷售量成長。總計裕隆汽車推出的K11型特別仕樣車共有以下：
- 1999年12月11日：Hello Kitty March，車門貼有Hello Kitty，內裝為其專屬配件，且雨刷臂、車尾的牌照框、車側防撞飾條、輪圈中央等處烤漆成粉紅色，車頭的日產廠徽銘牌改成可愛的愛心型徽飾，限量999輛。
- 2002年7月8日：哇沙米March，「哇沙米」為山葵的日語發音，味道嗆辣強烈。此型車款即以代表山葵之黃綠色作為塗裝，限量700部，並內建語音系統，會提醒車主「繫上安全帶」、「速限提醒」、「門沒關好」、「該定期保養囉！」等語句[12]。
- 2002年9月17日：Tiffany's March，車身塗裝採淡藍色搭配白色，內裝也以此色彩風格為主[13]。
- 2002年12月1日：Tomato March，外觀為番茄紅色，內裝亦以此為主題。配有駕駛座安全氣囊，並改成單片吸入式CD音響，限量700部[14]。
- 2003年5月21日：大丈夫March，車色為水蜜桃橘色，並配備SOS緊急安全救援系統。一旦發生危險事故，車主可按下緊急按鈕向裕隆汽車的客服中心求救[15]。所以車名取作「大丈夫」，即為日語「沒關係、沒問題」之意。
- 2003年10月3日：科學小March，車身塗裝為薰衣草紫色，搭載裕隆汽車新開發的TOBE車用資訊系統[16]。
- 2004年6月25日：Jeans March，內裝採牛仔褲式設計，包含真皮座椅、前座椅後方口袋增加縫線裝飾模擬牛仔褲口袋造型設計等。車頂中間有一條縱向飾帶自引擎蓋延伸至車尾，左右兩邊C柱也有牛仔褲貼紙[17]。
- 2004年12月3日：Super March，第二度小改款，改為鍍鉻橫柵式水箱罩，中央為具有日產車系特色的海豚鼻造型。另外增加後照鏡LED轉向燈、LED尾燈與霧燈，變更鋁合金輪圈設計。內裝方面，座椅改成3D網眼真皮材質或斜紋織布混搭材質（GXA D-A入門款），而且儀錶板改成數位式顯示，沒有轉速表。
- 2006年3月15日：天蠍座March，車色為深紫色，左右前車門並有螢光小綠人圖案，音響系統追加AUX-IN外接音源輸入孔[18]。
- 2006年5月19日：Easy March，具有四門電動窗、感應式動力方向盤等配備，打出新臺幣36萬5千元的低價企圖刺激銷售。
- 2007年4月26日：好煞March，在前述「Easy March」車型基礎上增加ABS防鎖死煞車系統。

由於無法通過新頒布的第四期汽機車廢氣排放標準，裕隆汽車不得不在2007年12月31日停產K11車型，結束了它在臺灣汽車市場傳奇的14年時光。

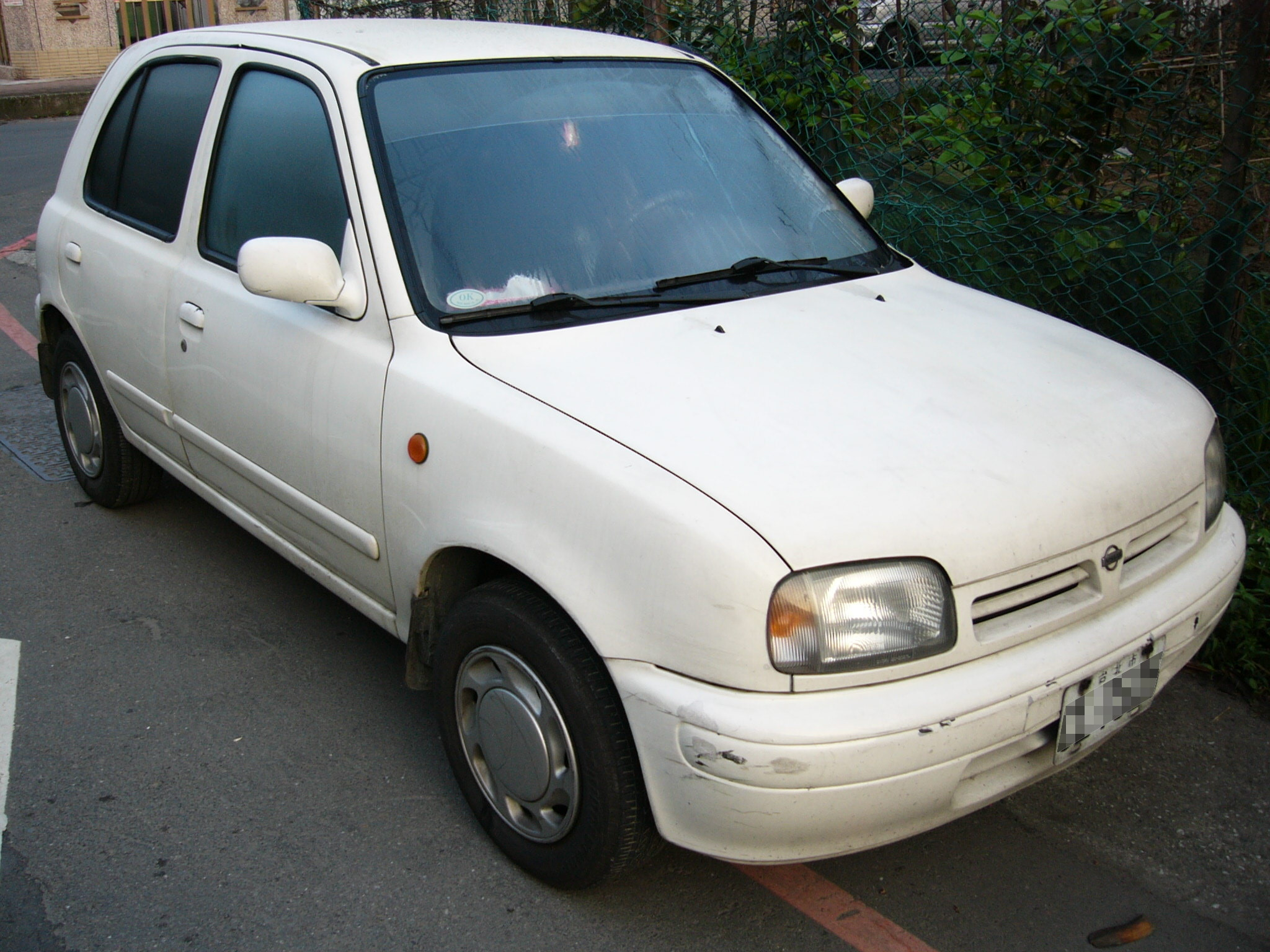
1993年前期型車頭
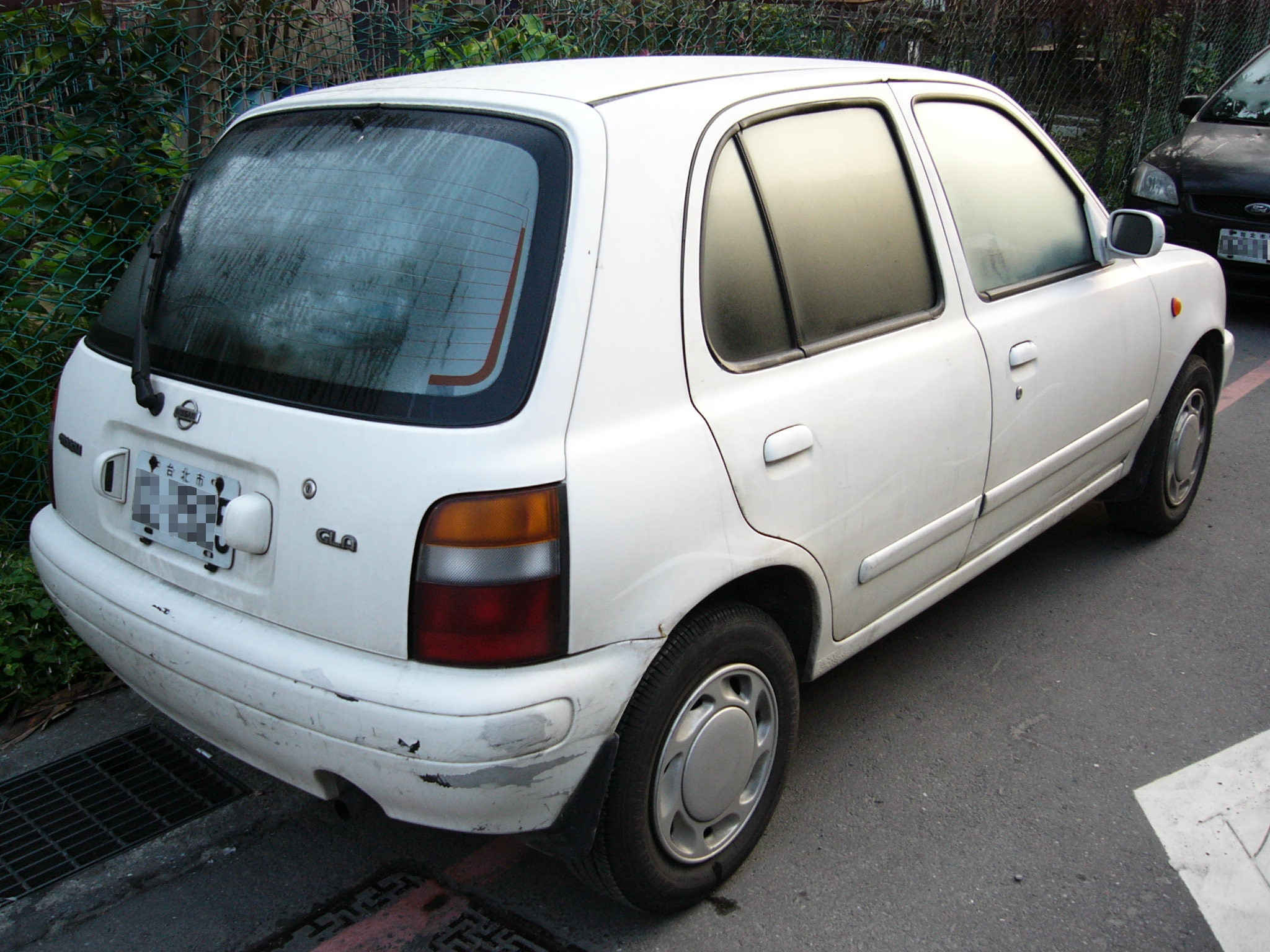
前期型車尾
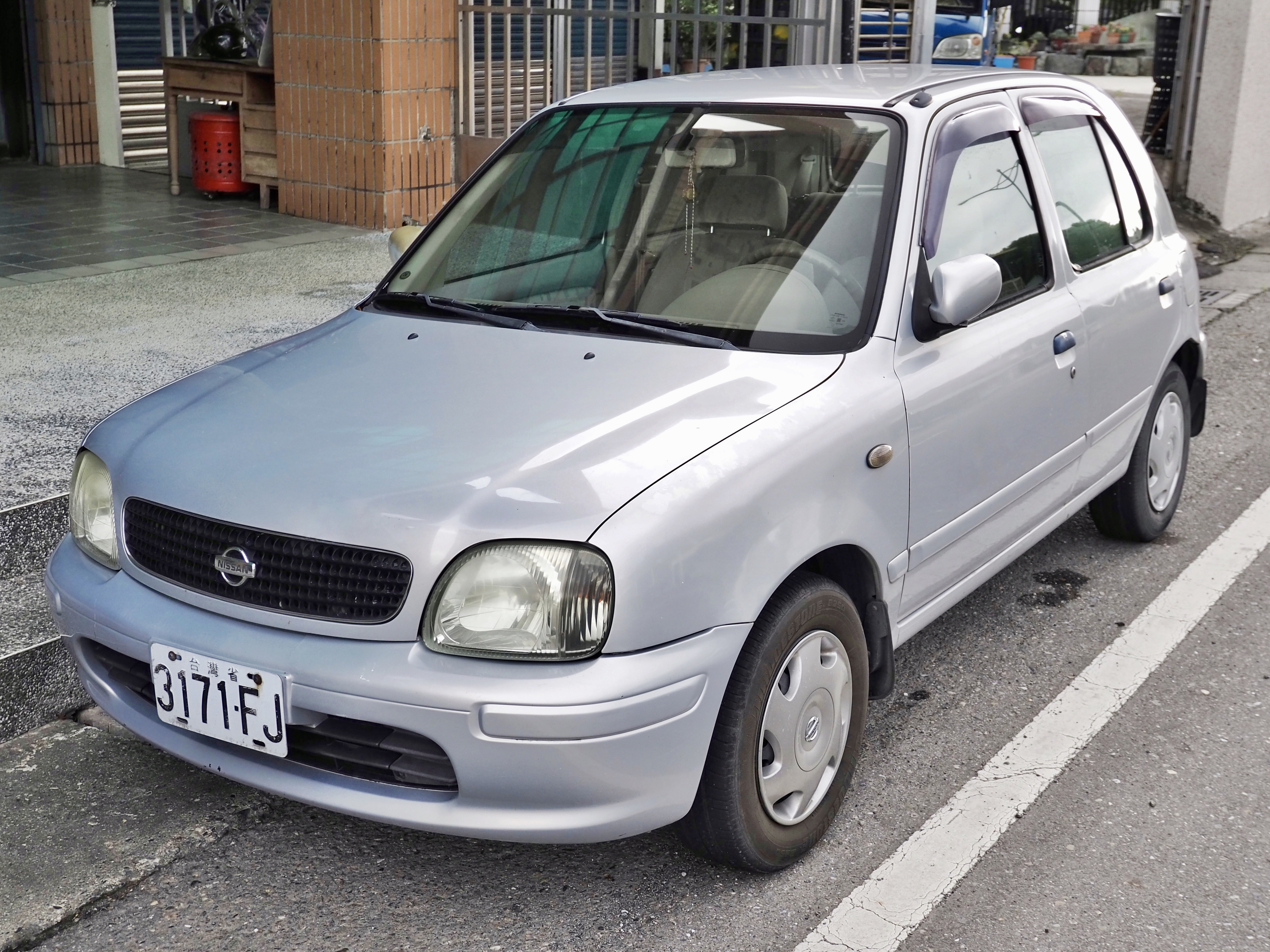
2000年中期型車頭
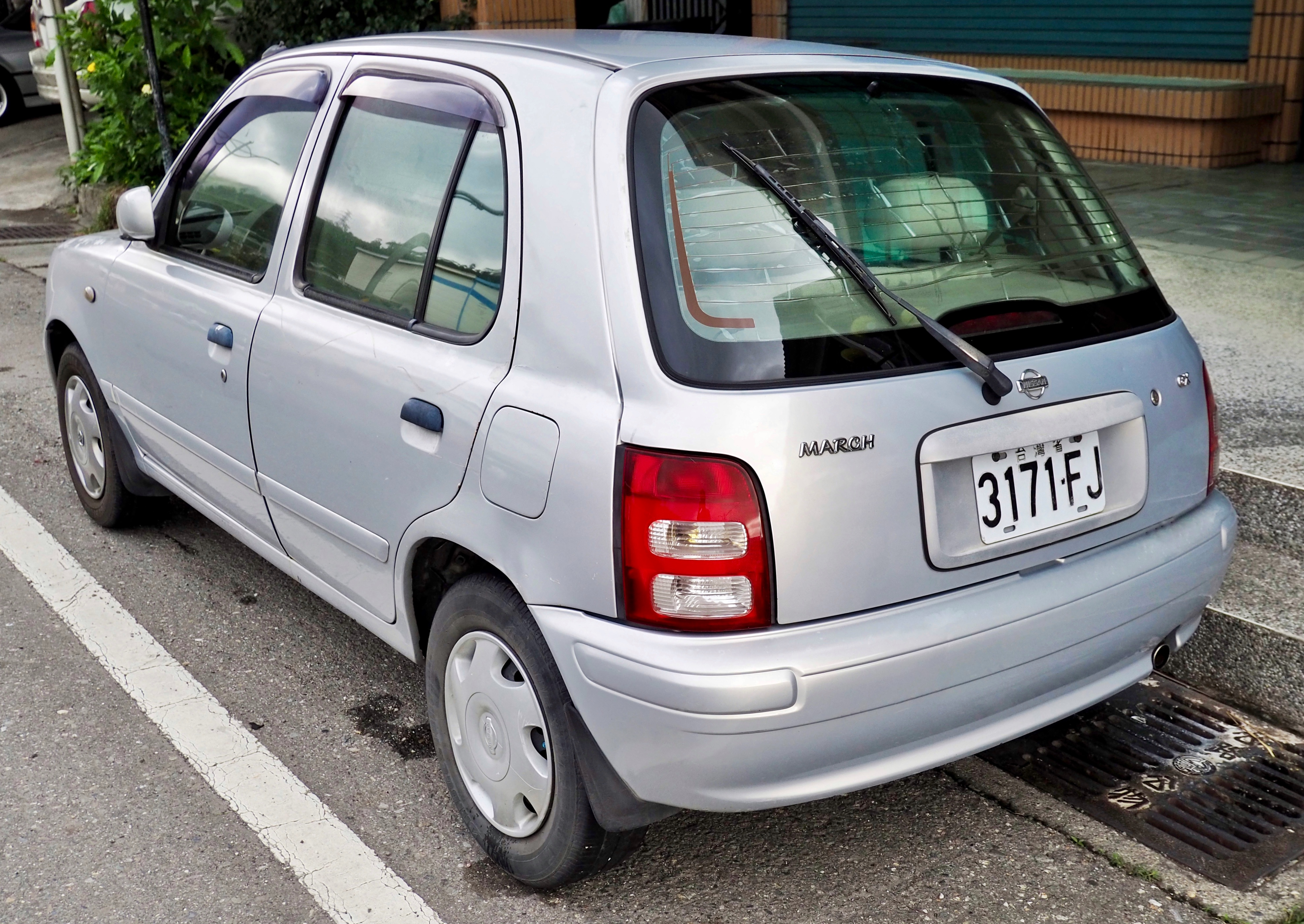
中期型車尾
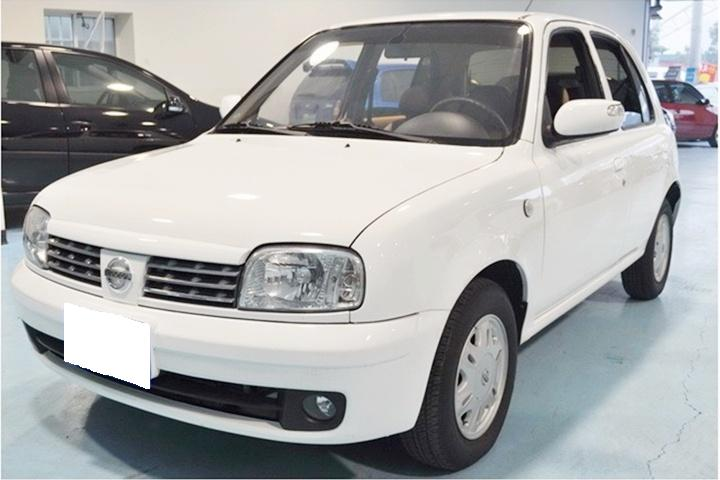
2004年後期型車頭
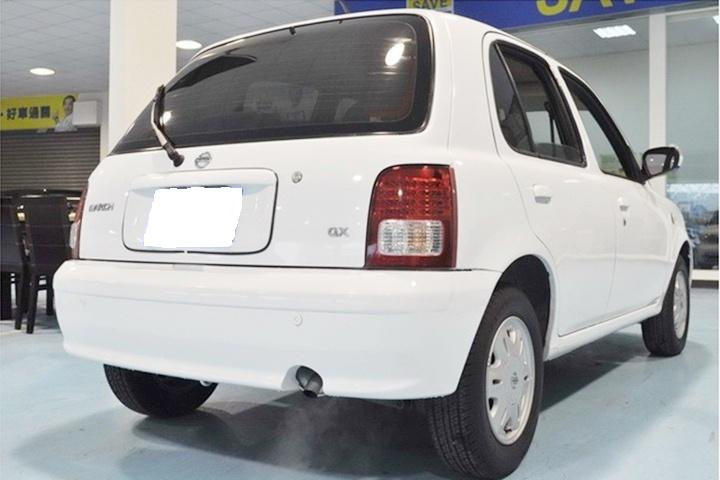
後期型車尾

#### 臺灣裕隆Verita K11型
1980年代日產汽車在當地推出以K10型為基礎，改造成復古懷舊風格的Be-1、Pao、Figaro等車型而獲得消費者的肯定。1997年臺灣裕隆也以K11型為藍本，自行改造開發並取名為日產Verita上市。此部車的引擎、底盤、NCVT無段變速箱等機械結構沒有改變，但是車身外觀與內裝由裕隆重新操刀設計：車頭大燈為圓形加鍍鉻邊框，大型橫柵式進氣壩上方也有鍍鉻橫條，前後保桿皆有鍍鉻管狀鈑件裝飾，但是沒有霧燈。內裝方面有木質方向盤、各式鍍鉻開關把手、真皮滾邊座椅、指針式時鐘、仿核桃木紋飾板等，企圖營造出古典氛圍。
Verita剛開始亦配置NCVT無段變速系統，但由於前述原因導致許多車主抱怨，後來在1999年小改款時全面改成四速自排。裕隆汽車對於Verita的訂價總是比March高出一截，卻仍受到消費者的喜愛，銷售量一直維持得不錯。2005年6月5日再度改款，推出名為日產Verita 1952的特仕車，限量300部。車身的鈑件沒有改變，但改成雙色塗裝並增加發光二極管後視鏡方向燈；車內裝潢則改為琥珀木紋飾版、麂皮雙色座椅等。
由於無法通過新頒布的第四期汽機車廢氣排放標準，Verita在2007年12月31日也隨著K11車型停產。

### 第三代：K12型（2002年-2010年）
大改款的第三代March（原廠代號為K12）最初於2002年的巴黎車展面世，隨即在同年2月於日本發表，同年年底則在歐洲上市。在日本市場方面，2003年夏天取消1.0L直列四缸DOHC CR10DE型引擎的等級，而三門掀背車型則隨著2005年的小改款廢止。歐洲市場另有一款特殊的Micra C+C掀背車型，在2007年7月以限量1千5百部的方式引進日本販售。
該車款採用與雷諾汽車共同開發的B平臺，日規的動力計有1.0L直列四缸DOHC CR10DE型引擎、1.2L直列四缸DOHC CR12DE型引擎、1.4L直列四缸DOHC CR14DE型引擎三種，搭配五速手排或四速自排的變速系統；歐規則另有1.5L直列四缸K9K型柴油引擎、1.6L直列四缸DOHC HR16DE型引擎等動力可供選擇。驅動方式除了前置前驅外，另有電動馬達輔助的「e-4WD」四輪驅動系統。原本為上一代最大特徵的CVT無段變速系統被取消，不過在2005年的小改款中卻以1.5L直列四缸DOHC HR15DE型引擎搭載CVT無段變速的方式再度出現。
該款車之主要設計者為隸屬於設計本部第一產品設計課的猿渡義市，其橢圓形頭燈搭配車身外觀使人直接聯想到青蛙。與同級車相較，內部車室空間侷促，後行李廂亦不大，不過該款車以豐富多樣的色彩著稱。同時，這款車也是將日產汽車公司從瀕臨破產邊緣拯救回來的CEO卡洛斯·戈恩（Carlos Ghosn）上任後第一部開發的車款，自然肩負著銷售重任。日本市場原本設定月銷售目標量為8千輛，結果上市後大幅超越，創下月銷售量1萬4千輛的成績。但畢竟小型車是一個競爭激烈的市場區塊，至2006年時該款車之月銷售量已劇減至5千輛左右。
隸屬於日產汽車的改裝部門AUTECH也延續上一代的古典改裝風味，推出K12車型的「Bolero」與「Rafeet」兩款改裝特仕車。前者不但多了鍍鉻燈眉罩，加大面積的進氣壩也頗有古典味；後者則把鍍鉻進氣壩修改成扁橢圓形。

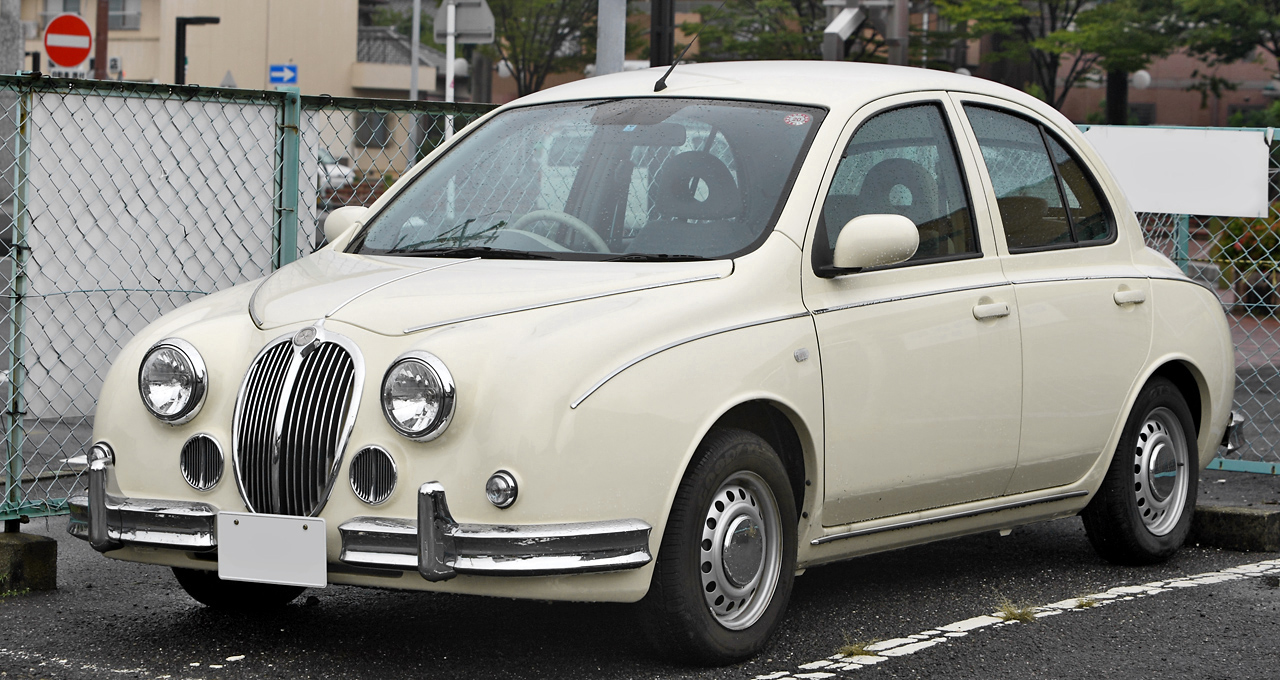
第二代光岡Viewt

日本另一家車廠光岡汽車曾利用K12車型改造成復古外型的第二代Viewt，於2005年推出，這也是該車廠最長壽的車款之一。K12車型停產後，該車廠則找尋車況較好的同型中古車繼續改裝販售。此外，日本改裝車廠Tommykaira也針對K12車型做外觀、內裝、動力、懸吊等各方面的改裝，取名為「m13」。
第三代March在2003年度歐盟新車安全評鑑協會總分五顆星的撞擊測試中得到四顆星的評價，其中駕駛者的胸膛部位得到「弱」，而大腿部位則獲得「尚可」的評價。

#### 得獎紀錄
- 2002年10月：獲得日本中央省廳經濟產業省舉辦之優良設計獎。
- 2002年11月：獲得財團法人日本流行色協會舉辦之第五屆最佳汽車色彩獎[24]。
- 2003年7月：獲得德國紅點設計大獎。
- 2003年12月：獲得第六屆最佳汽車色彩獎[25]。
- 2005年12月：獲得第八屆最佳汽車色彩獎[26]。
- 2007年12月：獲得第十屆最佳汽車色彩獎[26]。

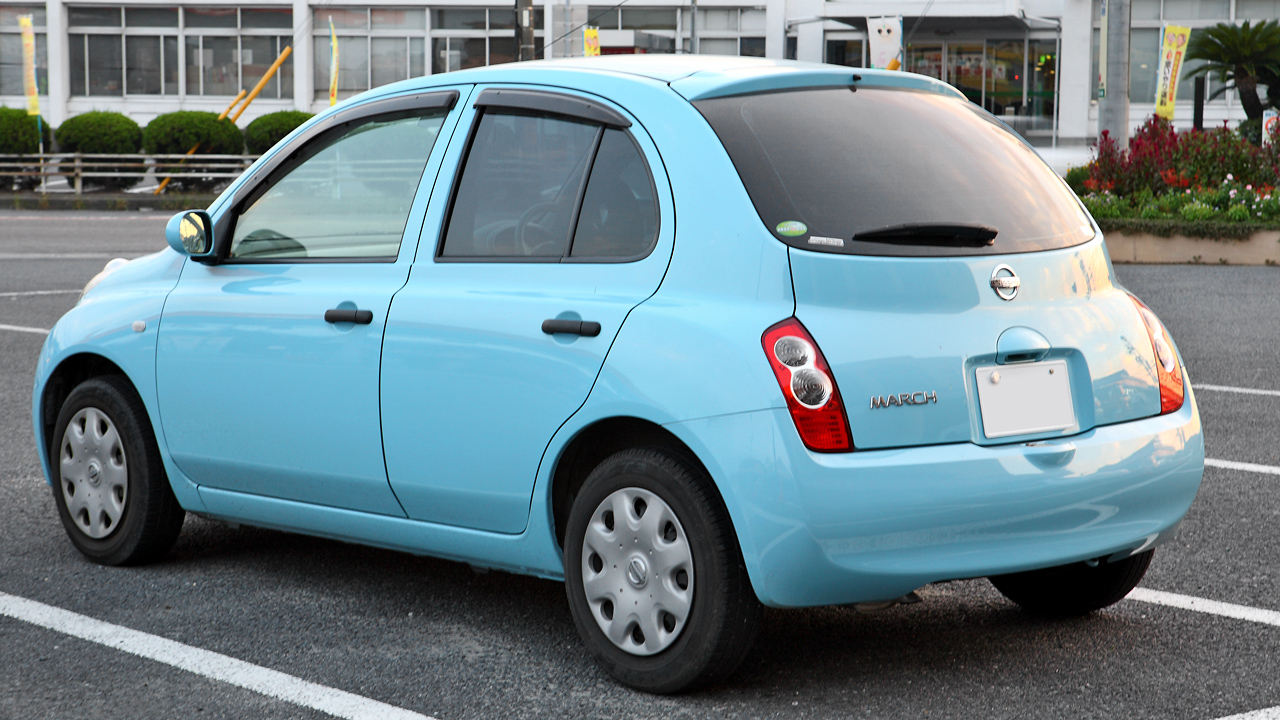
日規中期型車尾
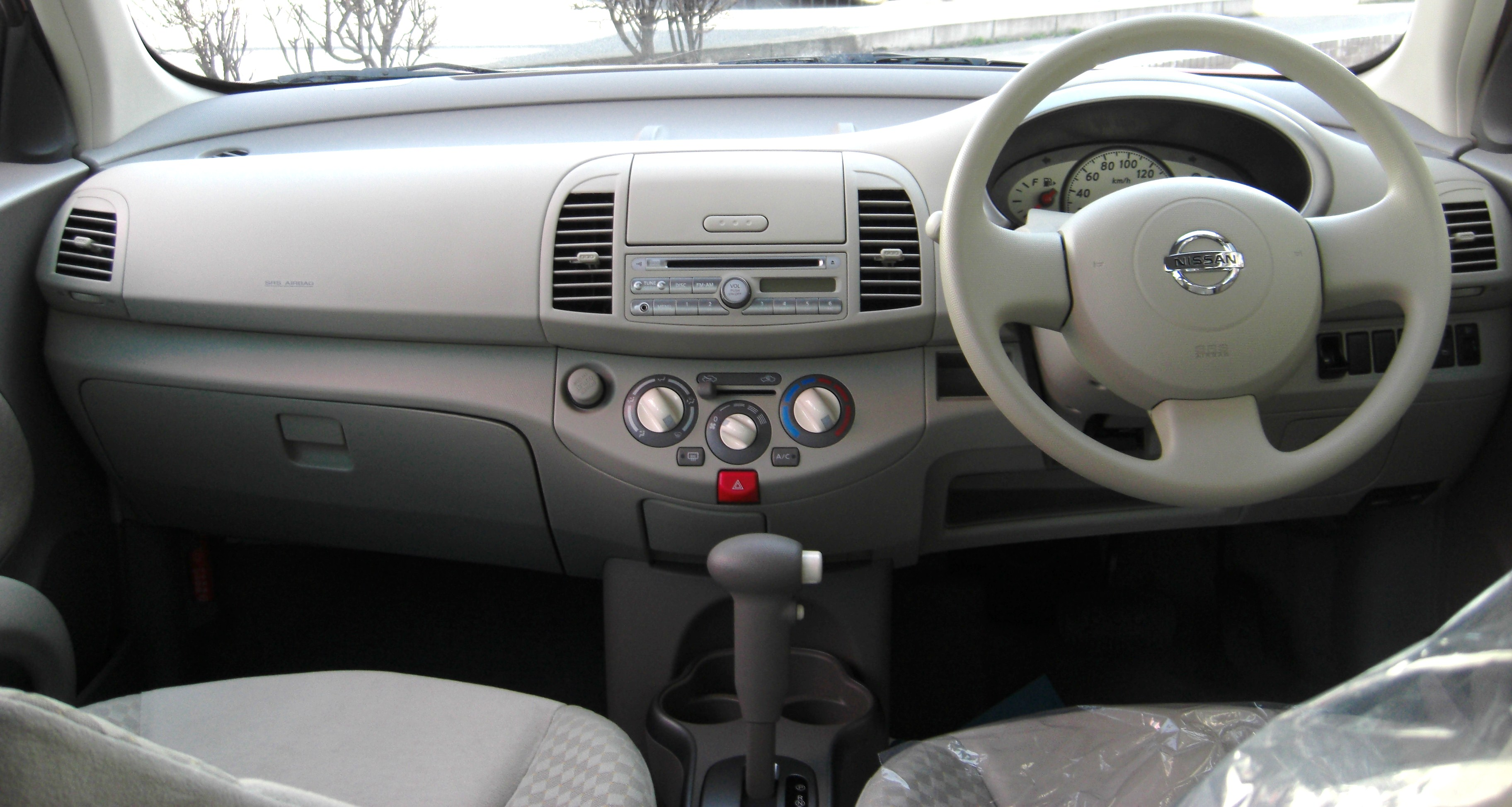
日規後期型車室內裝
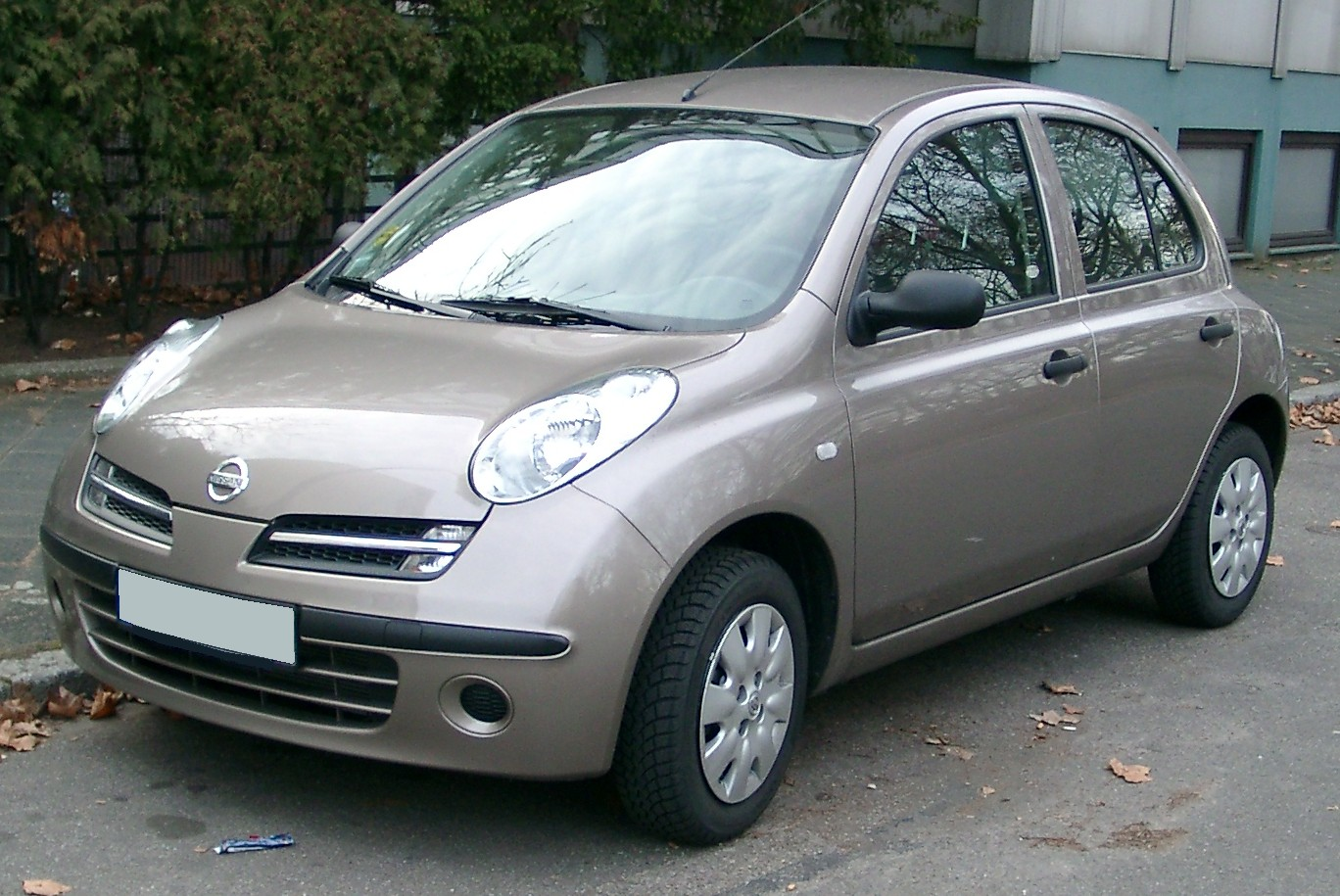
歐規前期型車頭
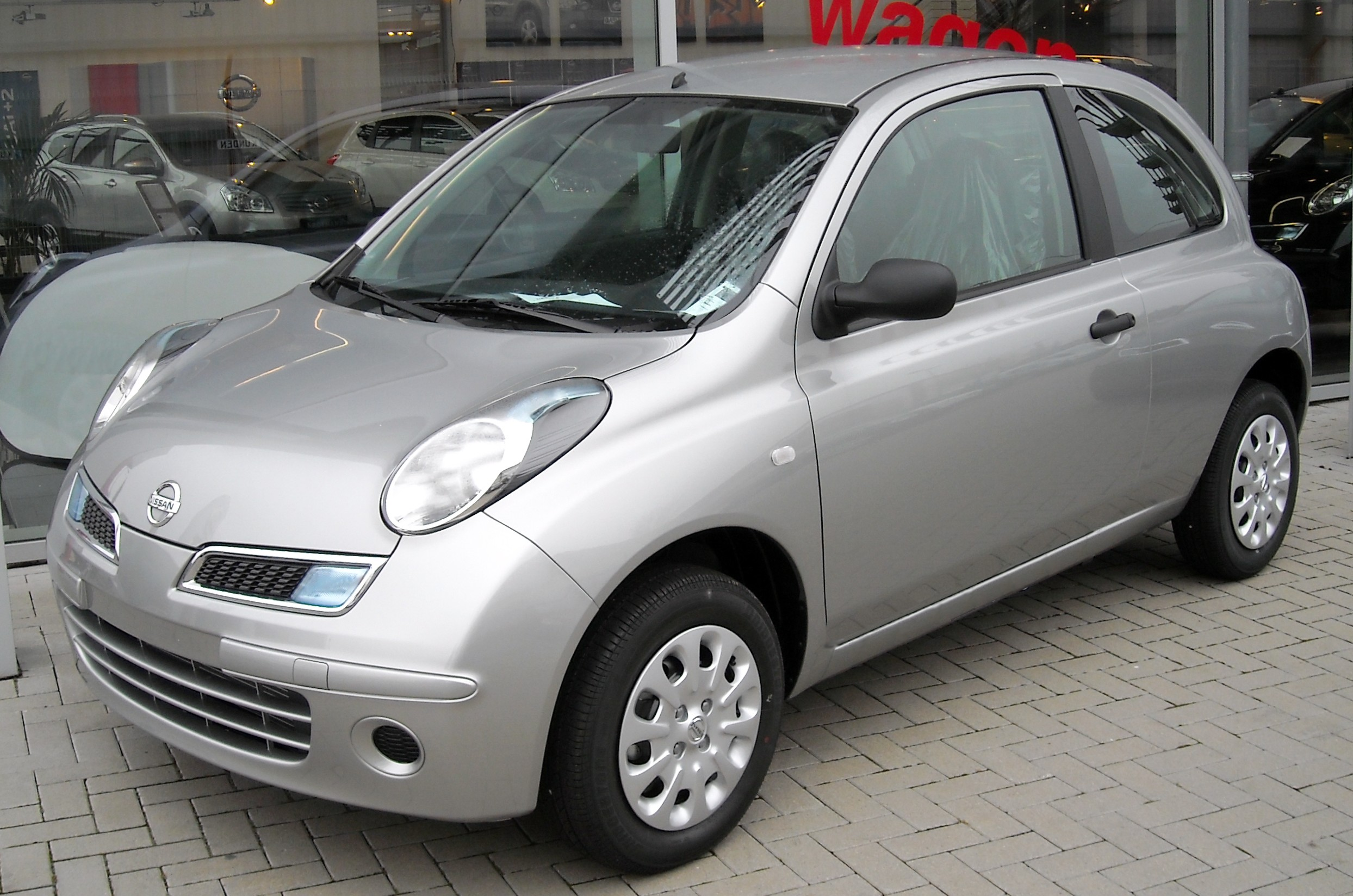
歐規後期型車頭
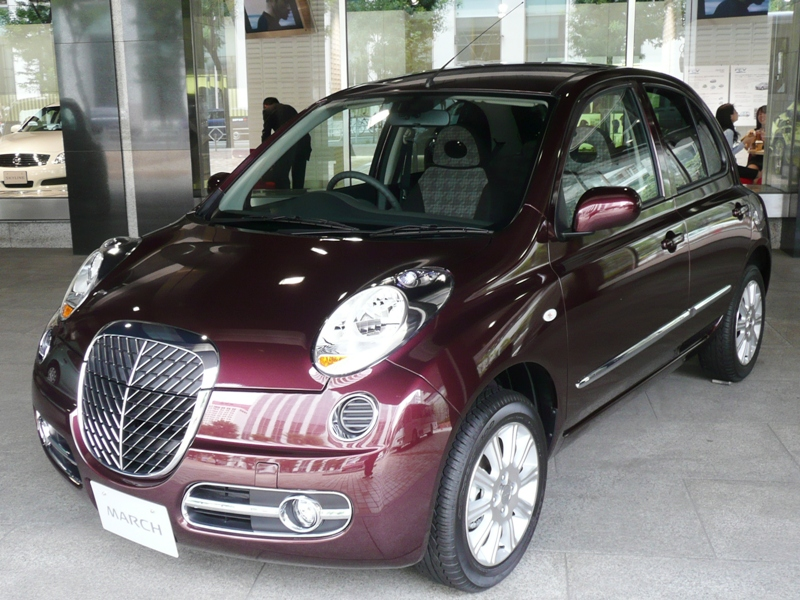
March Bolero車頭
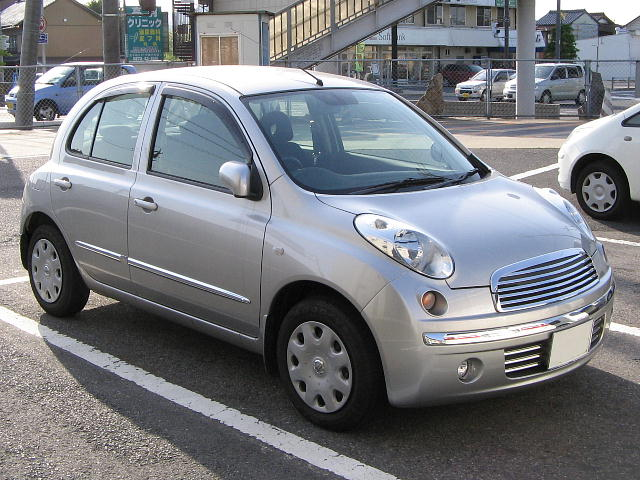
March Rafeet車頭
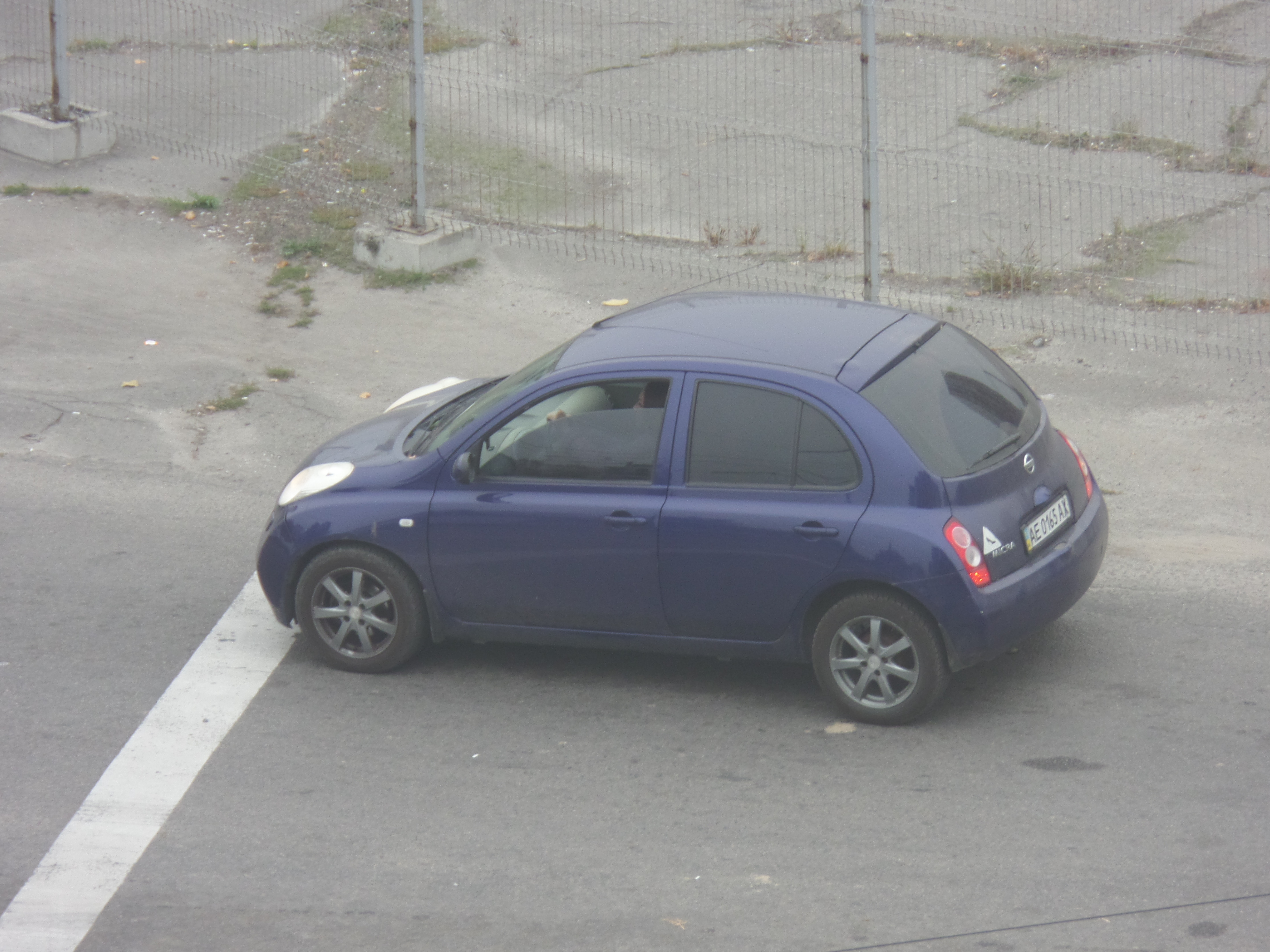

### 第四代：K13型（2010年迄今）
第三代歷經8年半後，2010年7月終於發表大改款的第四代車型（原廠代號：K13）。為降低製造成本，此代車型並未在日本境內製造，反而自神奈川縣橫須賀市的追濱工廠移往泰國工廠，供應日本、泰國、香港、澳門、澳洲及其他東南亞國家等市場。其他生產基地尚包含印度（供應歐洲、中東、非洲等市場）、墨西哥（供應墨西哥、中南美洲等市場）與中國大陸（在東風日產的花都工廠生產，供應全中國大陸市場），至於臺灣裕隆汽車則在2011年第四季導入國產化。
採用雷諾汽車與日產共同開發的V平臺，動力來源則為1,198c.c.直列三缸DOHC HR12DE型汽油引擎，搭配Xtronic CVT無段變速系統，輸出最大馬力79ps / 6,000rpm，最大扭力108N·m / 4,800rpm。此外，2011年高階的12X和12G車型追加一具1.2L機械增壓、缸內直噴的直列三缸HR12DDR型米勒循環引擎，並配備了怠速熄火裝置：踩下煞車時引擎便停止運轉，鬆開煞車踏板便重新啟動引擎，提高了燃油效率。再者還有停車導引系統（PSM, parking space measurement），可輔助駕駛人從容停車。
這具1.2L引擎採直列三缸設計，乃是為了降低慣性以及活塞跟汽缸壁之間的摩擦力。其壓縮比竟有13.0:1，乃因米勒循環的架構造成膨脹比加大，故燃燒效能比10.0:1的引擎高出約15～20％，達到95g/km的低二氧化碳排放表現。在歐洲地區，只要汽車的二氧化碳排放量低於100g/km，便能享有多項優惠措施。譬如英國針對二氧化碳排放量低於100g/km的車款可享有免收道路使用稅與進入倫敦的進城費用（俗稱壅塞稅）；法國則享有400歐元的購車補助優惠；在荷蘭則可每年省下約1千歐元的私家汽機車BMP稅，因此日產汽車可說是卯足了全力打造HR12DDR型引擎。不過高壓縮比會造成爆震，故日產汽車設計進氣汽門具備延遲關閉的功能，活塞往上走時，部分燃氣被推回進氣歧管，實際壓縮比大約9.0:1而已，故不會產生爆震；可是在點火後的膨脹行程中，又能達到13.0:1的高膨脹比。
第四代March在2010年度歐盟新車安全評鑑協會總分五顆星的撞擊測試中得到四顆星的評價，其中駕駛者的胸膛部位得到「尚可」，而大腿部位則獲得「最低限度」的評價。
在中國大陸市場，March於2011年的北京車展正式亮相，並定名為瑪馳，隨即於8月30日正式上市。動力為1,498c.c.直列四缸DOHC HR15DE型引擎，最大馬力107hp / 6,000rpm，峰值扭力為14.0kgm / 4,800rpm。除了傳統五速手排變速箱外，並提供電子控制四速自排變速箱。懸吊系統為前麥花臣、後扭力樑懸吊系統（torsion beam suspension）。除了駕駛座安全氣囊外，全車系均將ABS防鎖死煞車系統與EBD電子制動力分配系統列入標準配備，頂級高端車型則將氣囊增加至四具。

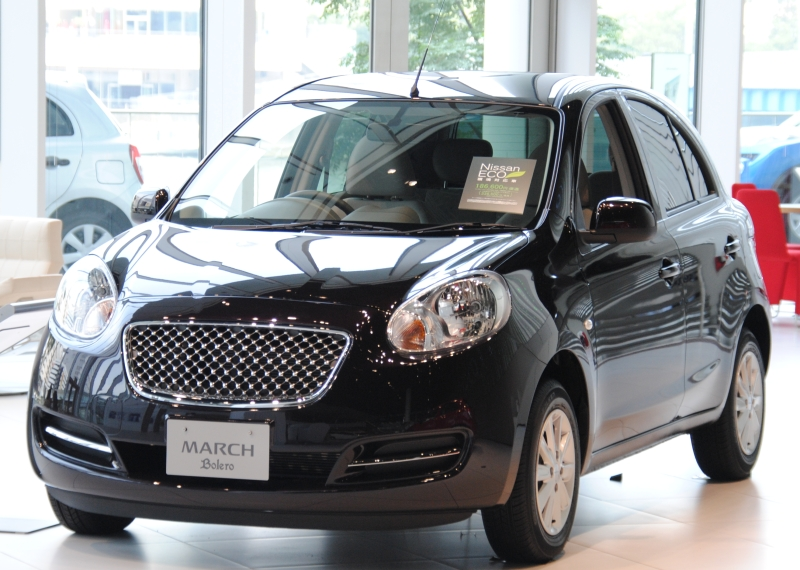
Autech改裝之March Bolero

2011年度東京改裝車展上，隸屬於日產汽車旗下的AUTECH發表了「Bolero」改裝式樣，更換前防撞桿、網狀水箱鍍鉻護罩、鋁合金輪圈、酒紅色皮革內裝等。如今，在日本市場也能訂購此一特別客製車款。
2013年泰國市場發表小改款，重新設計頭燈、水箱罩及前保桿等的新「V字形」車頭造形，LED尾燈組及後保桿也跟著同步更新；同年6月日本當地亦隨之小改款。12月更發售高性能版的「March NISMO」，外觀方面具有前保桿、前下擾流、側裙、後保桿、後下分流器及尾翼等空力套件，外加16吋鋁合金輪圈、205/45R16普利司通Potenza RE-11輪胎與運動化懸吊系統等；內裝方面含有Nismo座椅、跑車方向盤、排檔頭以及鋁合金踏板組。動力方面，高階S車型換裝1.5L直列四缸DOHC HR15DE型引擎，可輸出116ps / 6,000rpm的最大馬力與15.9kg·m / 3,600rpm的峰值扭力，搭配五速手排變速箱，並重新強化進排氣系統、懸吊系統與煞車系統。

#### 臺灣裕隆March K13型
在臺灣市場，裕隆汽車繼第二代K11車型以推陳出新的行銷手法延續長達14年的產品生命週期後，第四代K13車型終於在2011年12月12日正式發表。全車系將雙前座安全氣囊、ABS防鎖死煞車系統、EBD電子制動力分配系統、BAS剎車輔助系統、BOS煞車優先系統等列為標準配備，底盤懸吊系統則採前麥花臣、後拖曳臂的結構。全車系採黑色內裝，並配備四門電動車窗、單片CD / MP3音響附Aux-in音源輸入、方向盤音響快撥鍵，以及具有油耗顯示、警示提醒、紀念日提醒等功能的行車資訊儀表板；頂級款則增加恆溫空調系統、皮質座椅、免鑰匙感應門鎖系統（keyless entry system）與引擎啟動按鈕（push start system）等配備。動力來源為1,498c.c.直列四缸DOHC HR15DE型引擎，可輸出103.4ps / 6,000rpm的最大馬力與14.0kg·m / 4,800rpm的峰值扭力；與其他國家搭配Xtronic CVT變速箱不同，在台灣生產銷售的March搭配日本Jatco供應的四速自排變速箱，代號為JF414E。
裕隆汽車沿用相同的行銷策略，企圖刺激K13車型的市場佔有率，總計推出的特仕車型包含下列：
- 2012年9月14日：Open March，為了慶祝7-Eleven便利商店吉祥物OPEN小將7歲生日，裕隆汽車與統一超商異業結盟推出這款限量100輛的Open March特仕車。外觀的後照鏡、前車門以及油箱蓋皆有OPEN小將圖案，內裝的電動窗按鈕、排檔桿座、手套箱及腳踏墊也有此圖案，車色則為橘色；至於引擎、底盤等機械結構則沒有任何變化。
- 2013年5月1日：因應母親節活動，推出限量200輛、櫻桃紅色車身的特仕車，內裝的車門扶手與排檔桿座換成櫻桃紅飾板，門內飾板、座椅和地毯也都添加紅色縫線。同年5月28日200輛完售後，再追加100輛[32]。
- 2014年3月25日：馬卡龍March，調降入門款的售價，推出新車色且標配新透氣座椅，另有限量80輛加裝LDWS車道偏離警示系統、整合車速顯示、車門開關顯示、亮度感知器、ECO節能駕駛提示等功能的HUD抬頭顯示器等配備[33]。
- 2017年3月14日：寵愛版March，新增I-Key感應式鑰匙、Push Start引擎啟閉按鍵、恆溫空調系統、自動收摺後視鏡、高亮度前霧燈等專屬配備[34]。

2020年，因政府強制新車出廠配置日行燈、ESP與六期排放，裕隆日產選擇在庫存消化完畢之後正式宣布March退出市場，同時不會有新產品導入，並在官網將March下架。

#### 印度雷諾Pulse K13型

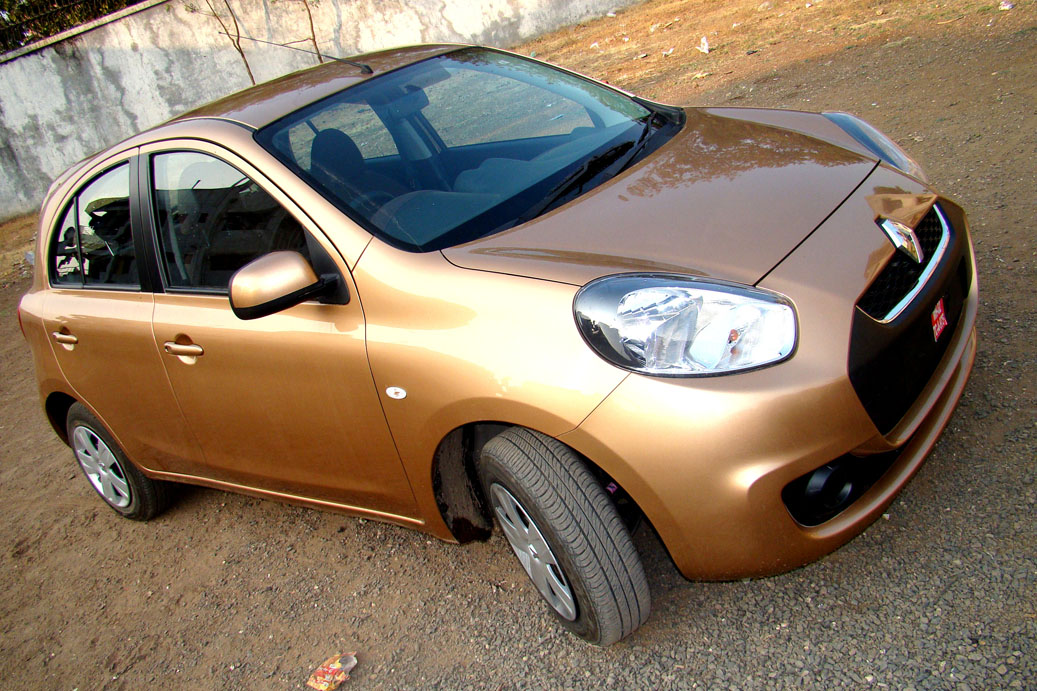
雷諾Pulse

面對印度市場的快速增長，2012年元月雷諾印度私人有限公司於新德里汽車展推出雷諾Pulse，並宣佈上市。此部車乃以K13型Micra為基礎，由雷諾汽車位於孟買的設計中心重新操刀其外觀。車頂更為高聳，車室空間加大，重新設計的水箱罩。機械構造與引擎動力與Micra相同，但新設一具1.5L直列四缸dCi柴油引擎。RxZ車型具備雙前安全氣囊、自動空調系統、Push Start引擎啟閉按鍵、自動速控上鎖、後視鏡式方向燈等配備。

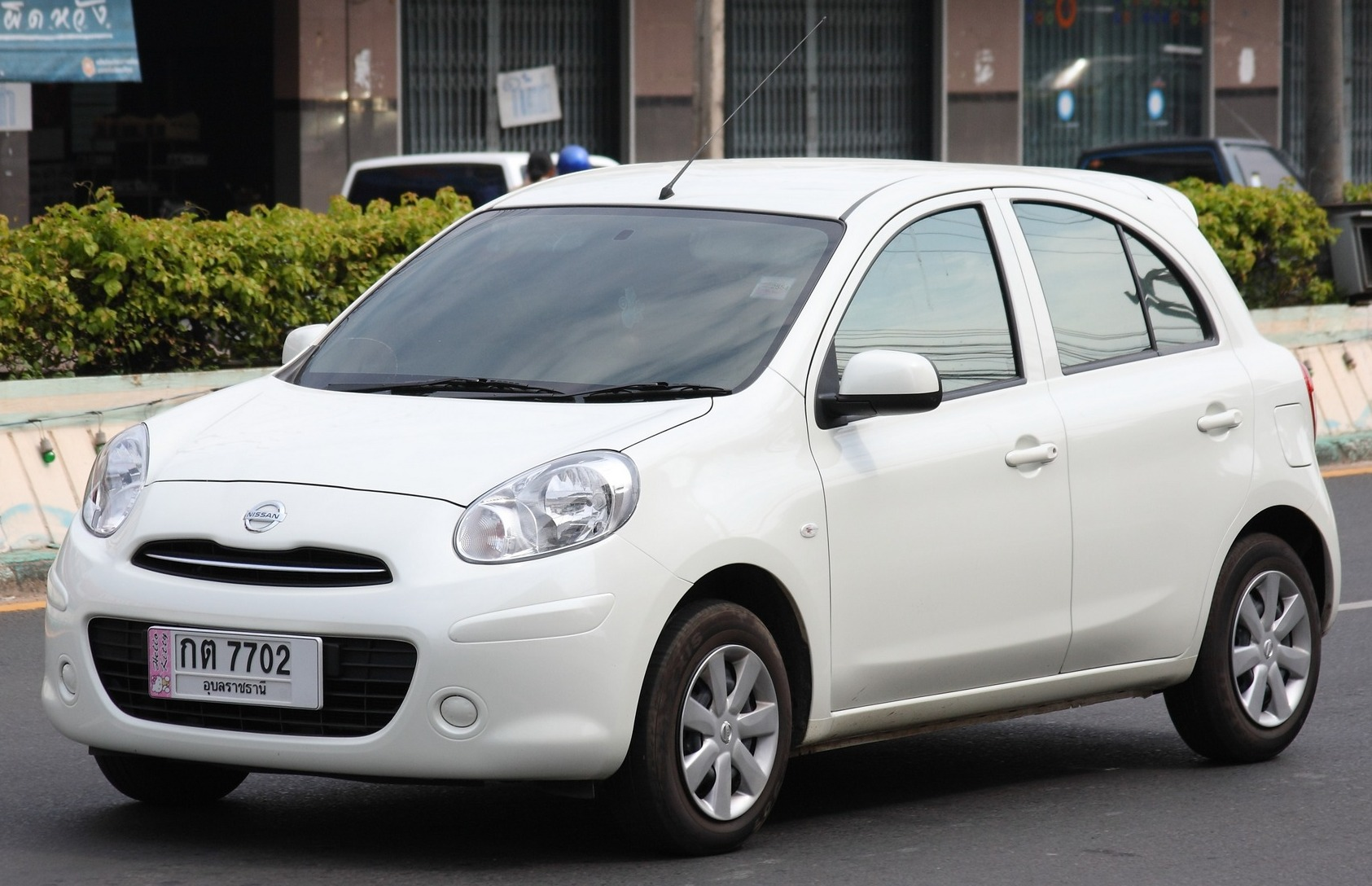
泰國版車頭
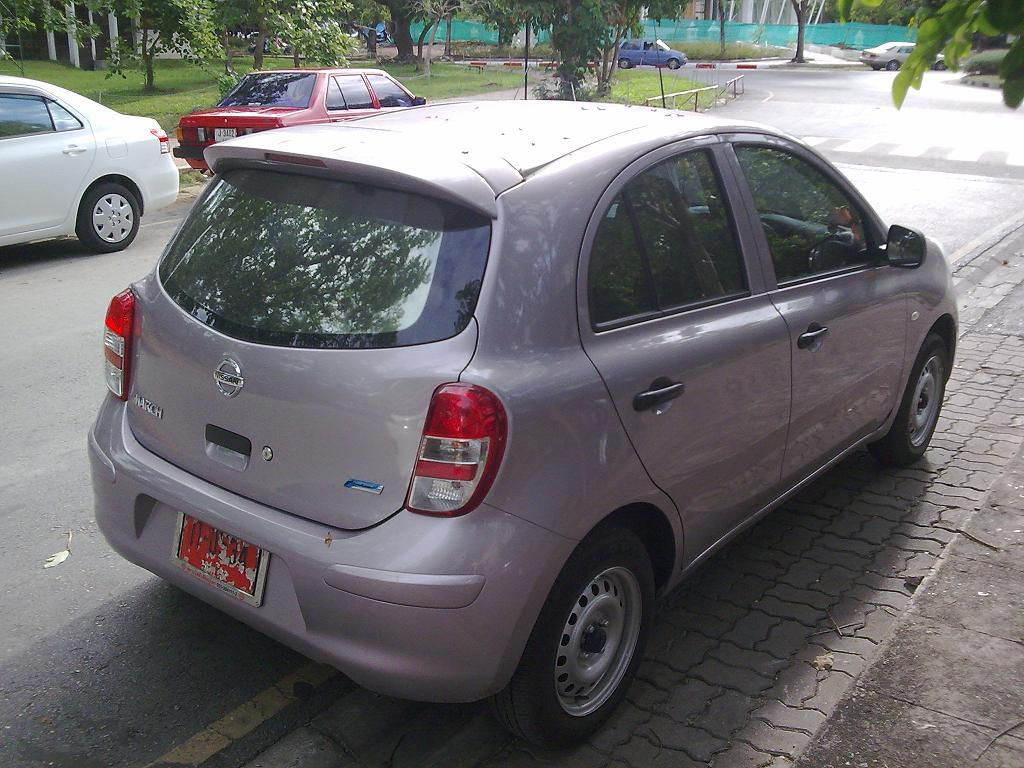
泰國版車尾
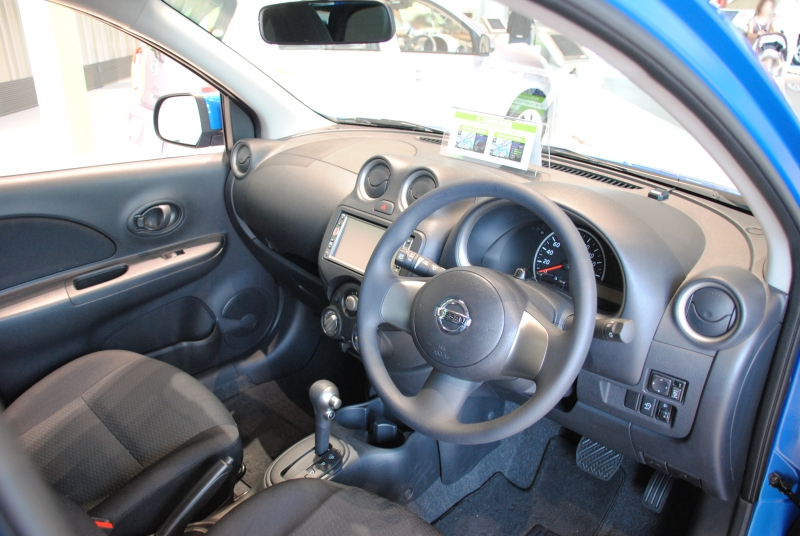
內裝
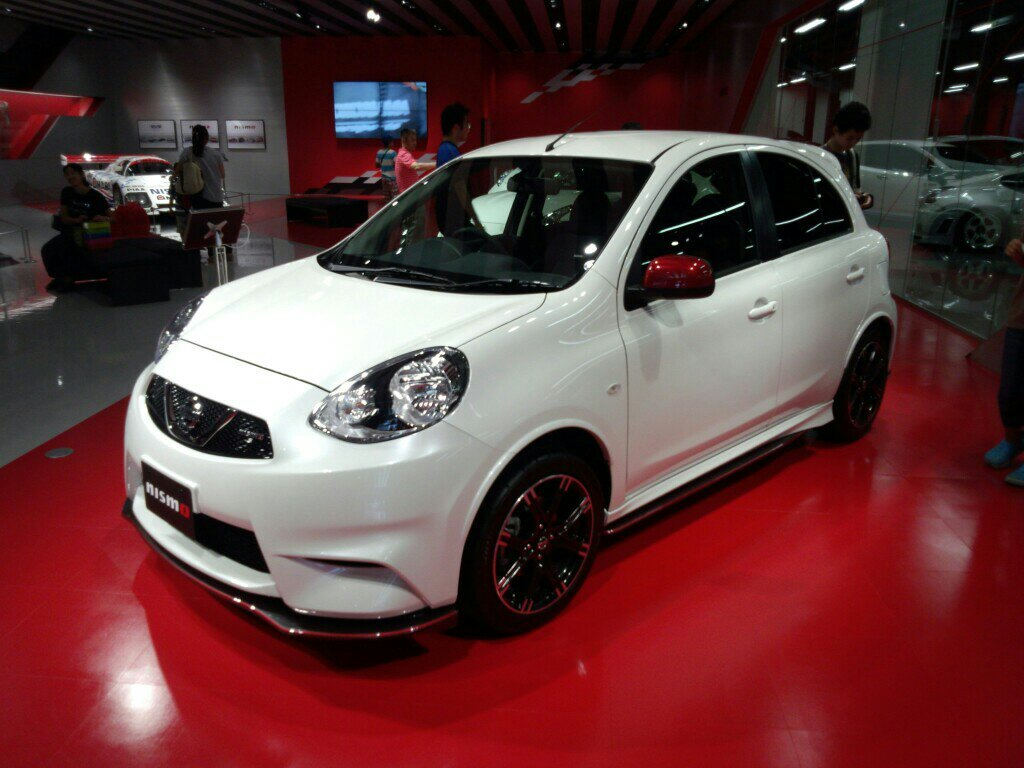
March NISMO S車型車頭
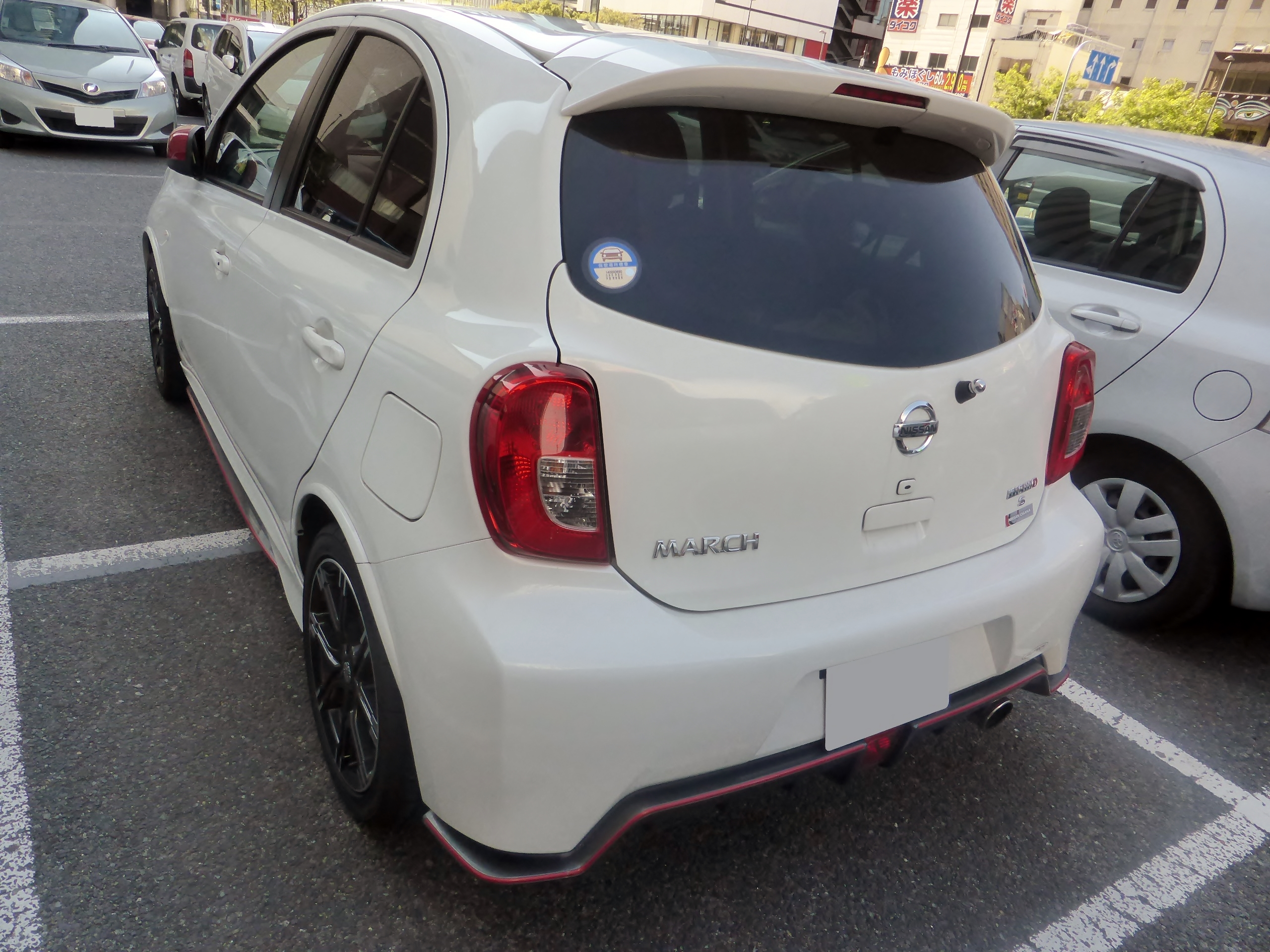
March NISMO S車型車尾
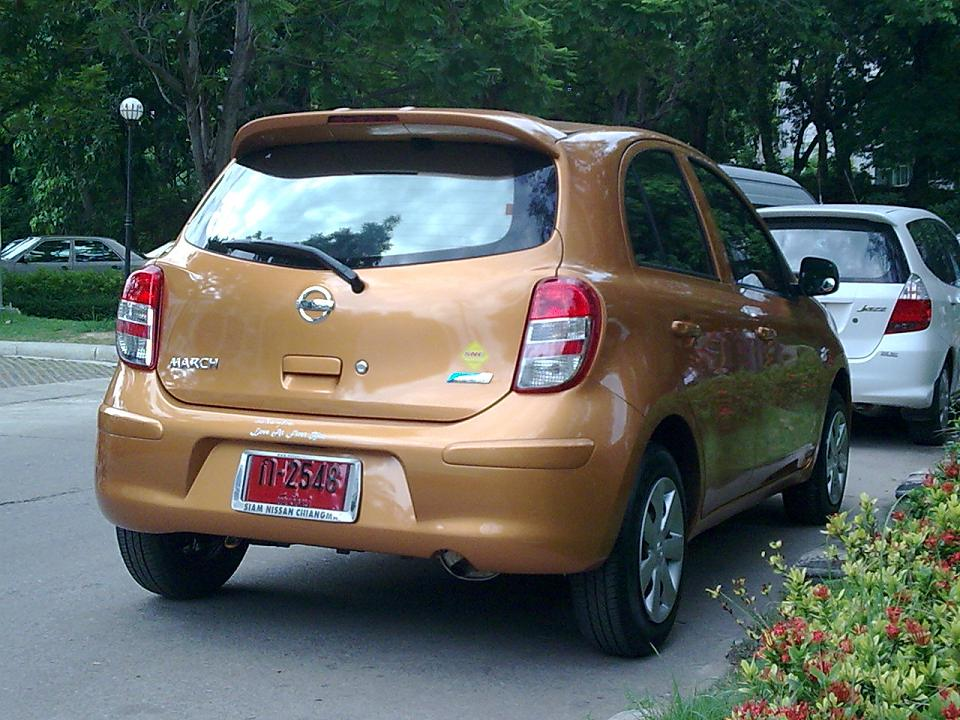
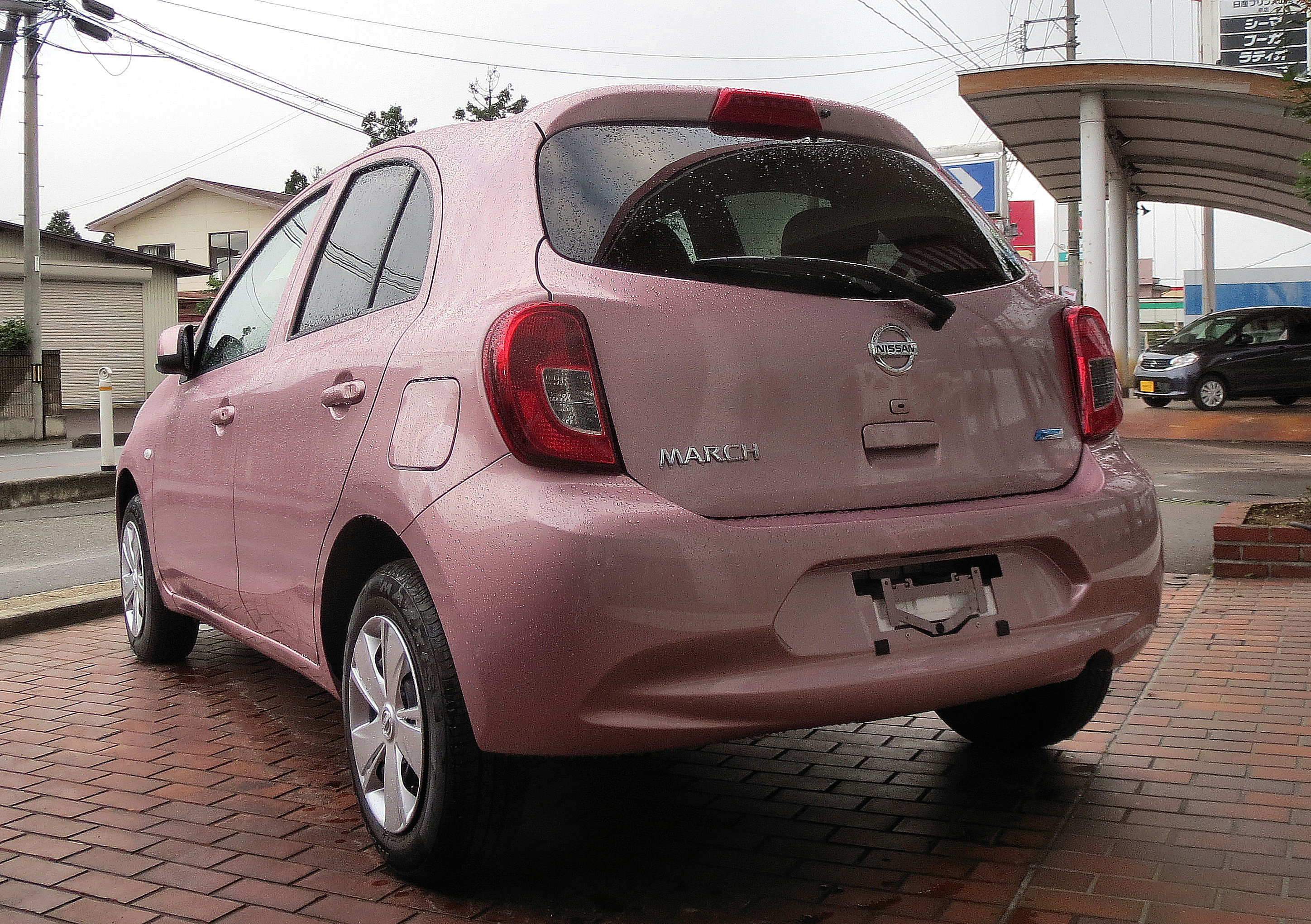
後期型車尾

### 第五代：K14型（2016年迄今）

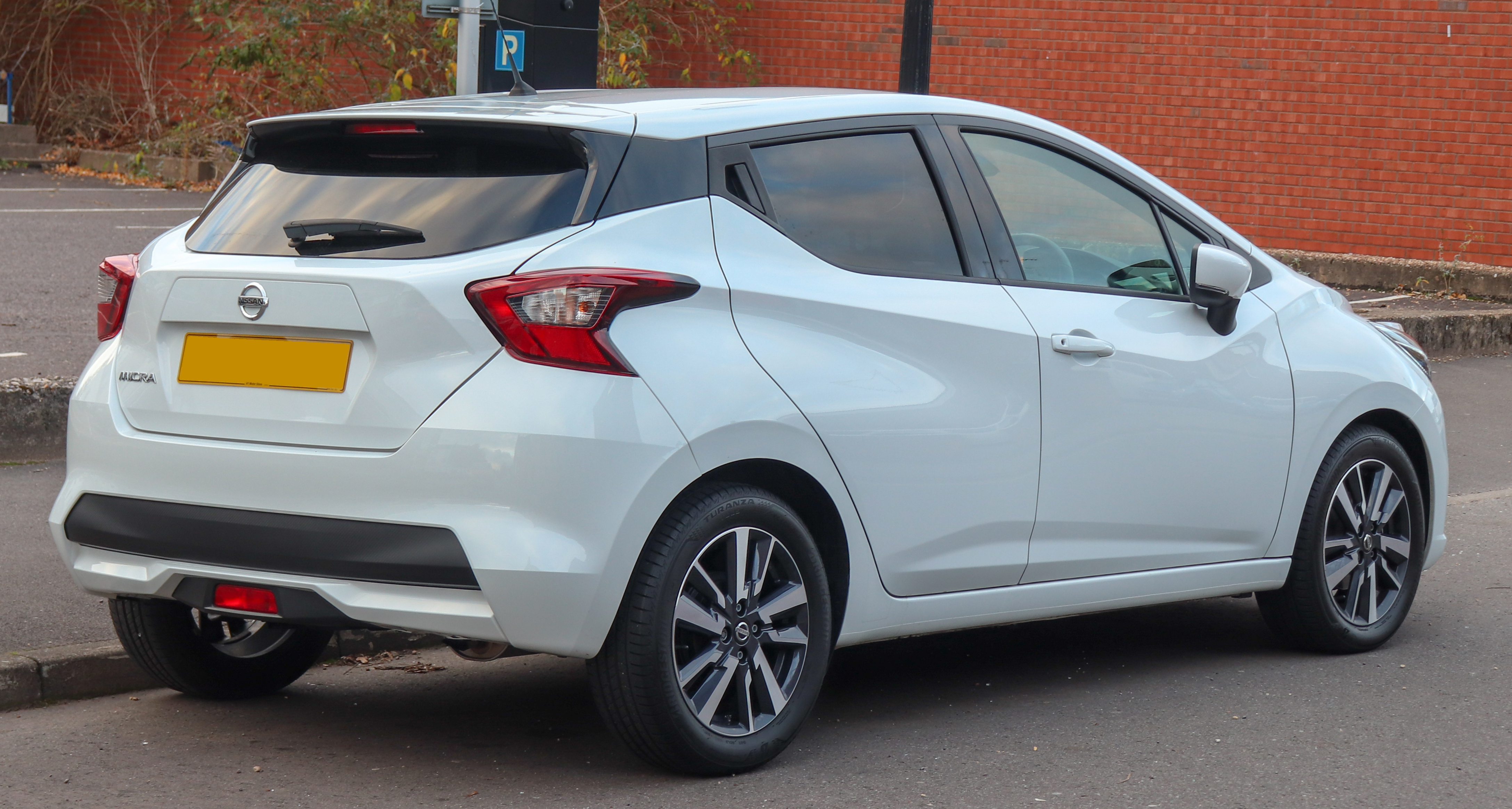
車尾

## 內部連結
- 第一代K10車型衍生：
  - 日產Be-1
  - 日產Pao
  - 日產Figaro
  - 日產March Turbo
  - 日產March R
  - 日產March Super Turbo
  - 日產S-Cargo
- 第二代K11車型衍生：
  - 光岡Viewt
  - 日產方塊
  - 日產MUJI Car 1000
- 第三代K12車型衍生：
  - 日產Micra C+C
- 第四代K13車型衍生：
  - 日產Juke

## 外部連結
- 日産：マーチ MARCH コンパクトカー TOP （页面存档备份，存于）
- 日産ミュージアム「マーチ」 （页面存档备份，存于）
- WEBカタログバックナンバー マーチ（K11・前期型） （页面存档备份，存于）
- WEBカタログバックナンバー マーチ（K11・中期型） （页面存档备份，存于）
- WEBカタログバックナンバー マーチ（K11・後期型） （页面存档备份，存于）
- WEBカタログバックナンバー マーチ（K12・前期I型） （页面存档备份，存于）
- WEBカタログバックナンバー マーチ（K12・前期II型） （页面存档备份，存于）
- WEBカタログバックナンバー マーチ（K12・中期型） （页面存档备份，存于）
- WEBカタログバックナンバー マーチ（K12・後期型） （页面存档备份，存于）
- WEBカタログバックナンバー マーチ（K13・前期型） （页面存档备份，存于）
- MARCH CUP （页面存档备份，存于）